# 七省级巡防舰
七省級防空指揮巡防艦（荷蘭語：De Zeven Provincien klasse fregatten），又稱為防空指揮巡防艦（荷蘭語：Luchtverdedigings en Commando Fregat，LCF），七省的涵義為荷蘭獨立初期的七個省。七省級巡防艦亦是荷蘭戰略防禦目標的一部分，中期壽限提升後將具備反彈道飛彈能力。

## 歷史沿革
在北約90年代巡防艦替換計劃（NATO Frigate Replacement，NFR-90）取消前，德国、荷兰在1990年簽訂共同開發新一代巡防艦的協議，隨後西班牙也尋求和荷蘭合作研製新一代的防空系統。在此之前，德、荷許多海軍艦艇在技術上早有相當程度的合作，1970年代就兩國就曾合作研製巡防舰（即德國不萊梅級巡防艦與荷蘭寇騰納爾級巡防艦）。1993年7月，荷蘭電信（今泰勒斯-荷蘭）獲得發展主動相位陣列雷達的合約。
1986年3月，荷蘭皇家海軍的就有研究單位就對海軍高層提出對NFR-90悲觀的看法，認為在1985年的可行性研究階段的結果無法反應荷蘭的國情需求，設計也日趨複雜昂貴；而荷蘭皇家海軍也開始規劃新的防空巡防艦計劃。
荷蘭退出NFR-90後，原構想以寇騰納爾級巡防艦為設計母型加以改良，約在1993年荷蘭皇家海軍責成皇家須爾德船廠對此構想進行研究，但不久後改向發展有更大的尺寸規模的防空指揮巡防艦來容納新型防空系統（配合研製的防空系統計劃為艦載防空系統，lucht ver Dedings Systeem，LVD Systeem，英文：Air Defense System）的防空艦。
1994年1月27日，德國、荷蘭和西班牙國防部長共同簽署三國巡防艦計劃(Trilateral Frigate Cooperation，TFC)的合作發展備忘錄，唯西班牙於1996年退出轉為發展阿爾瓦羅·巴贊級巡防艦。
1996年6月3日，荷蘭與德國展開七省級巡防艦與薩克森級巡防艦的建造工程，七省級的艦體設計使用許多荷蘭鹿特丹船塢公司建造商船所累積的技術的，建造工作與設備使用商規標準並直接使用民用船台建造，較以往以軍規建造的同噸位艦艇節省約1/3的建造時間與一半的艦體施工費用。
2011年底，荷蘭國防部宣布SMART-L 3D多波束長程對空/對海搜索雷達的升級計劃，以便讓七省級能偵測追蹤更遠距離的彈道飛彈，2018年宣布計劃購買具有反彈道飛彈能力的SM-3飛彈。

### 服役歷史

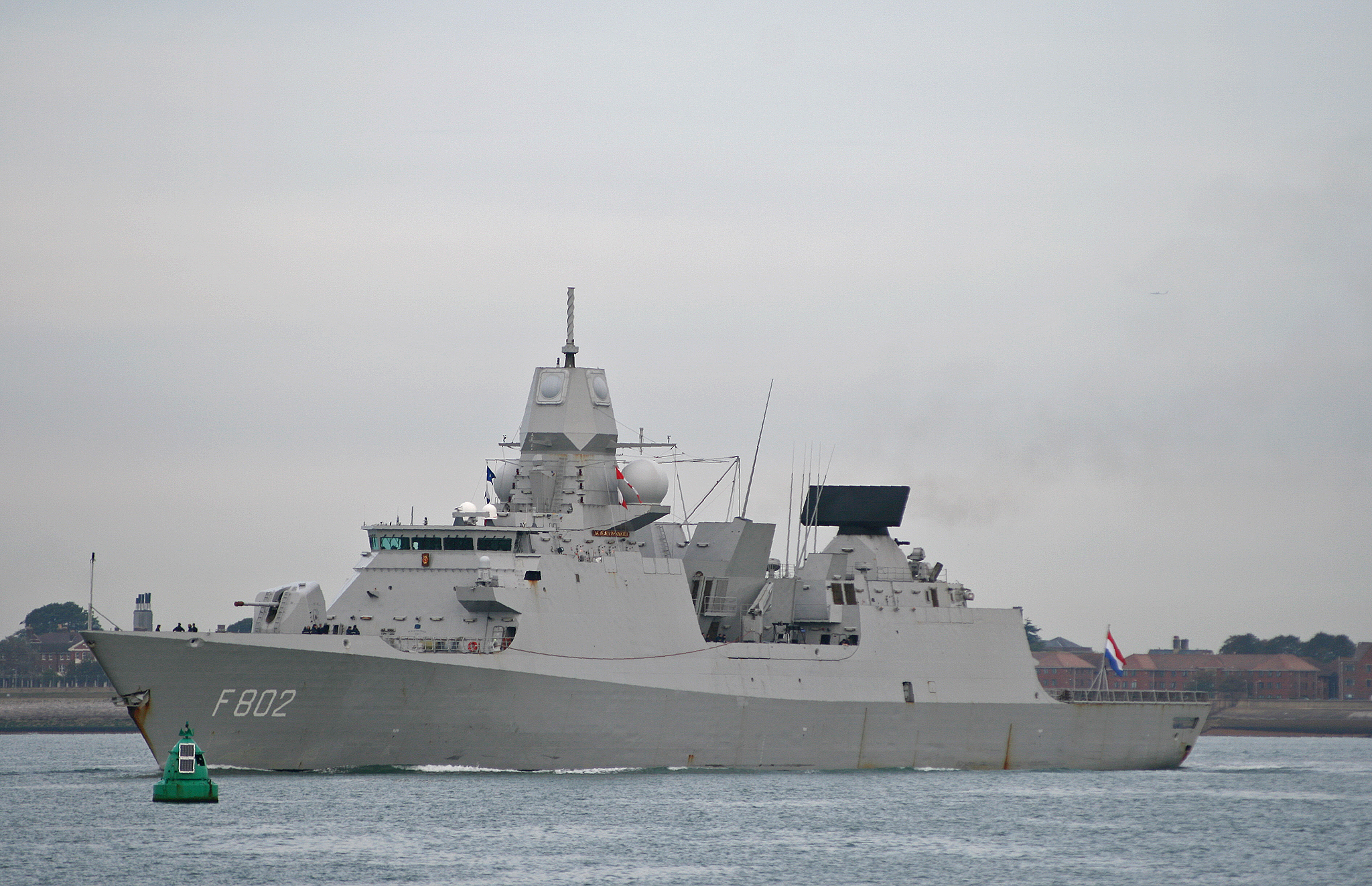
2009年9月21日從英國樸資茅斯海軍基地出發的七省號。

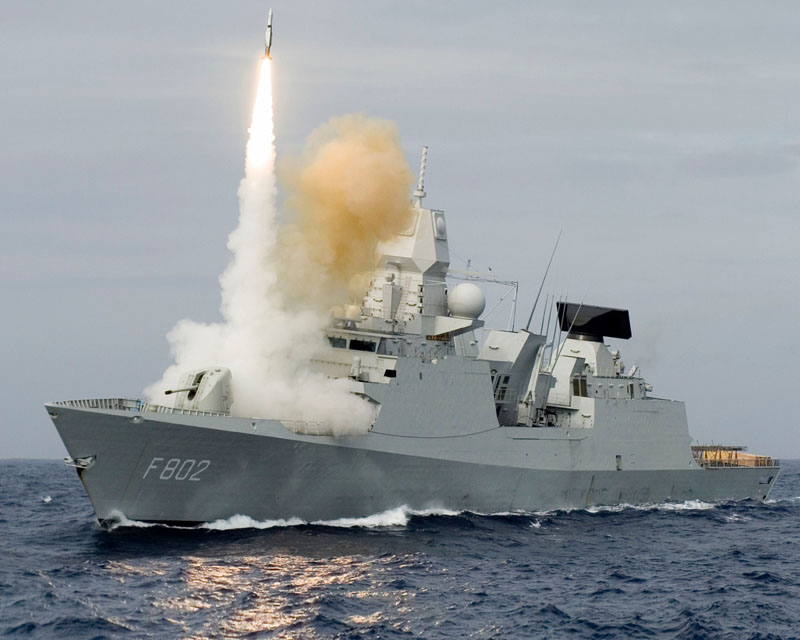
七省號（HNLMS De Zeven Provincien，F802）發射SM-2飛彈

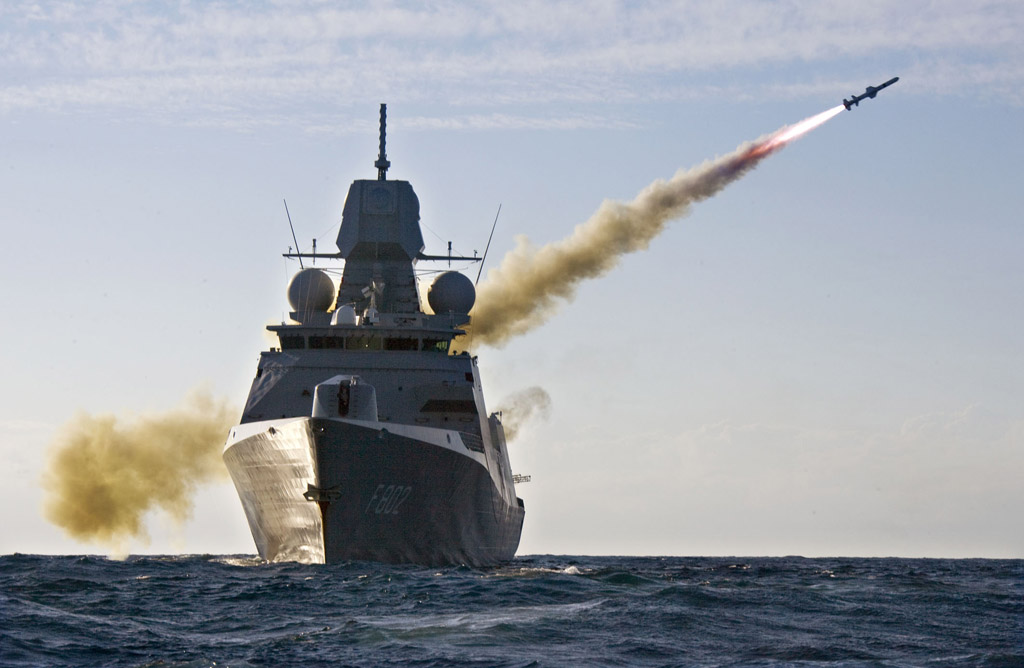
七省號（HNLMS De Zeven Provincien，F802）發射魚叉反艦飛彈

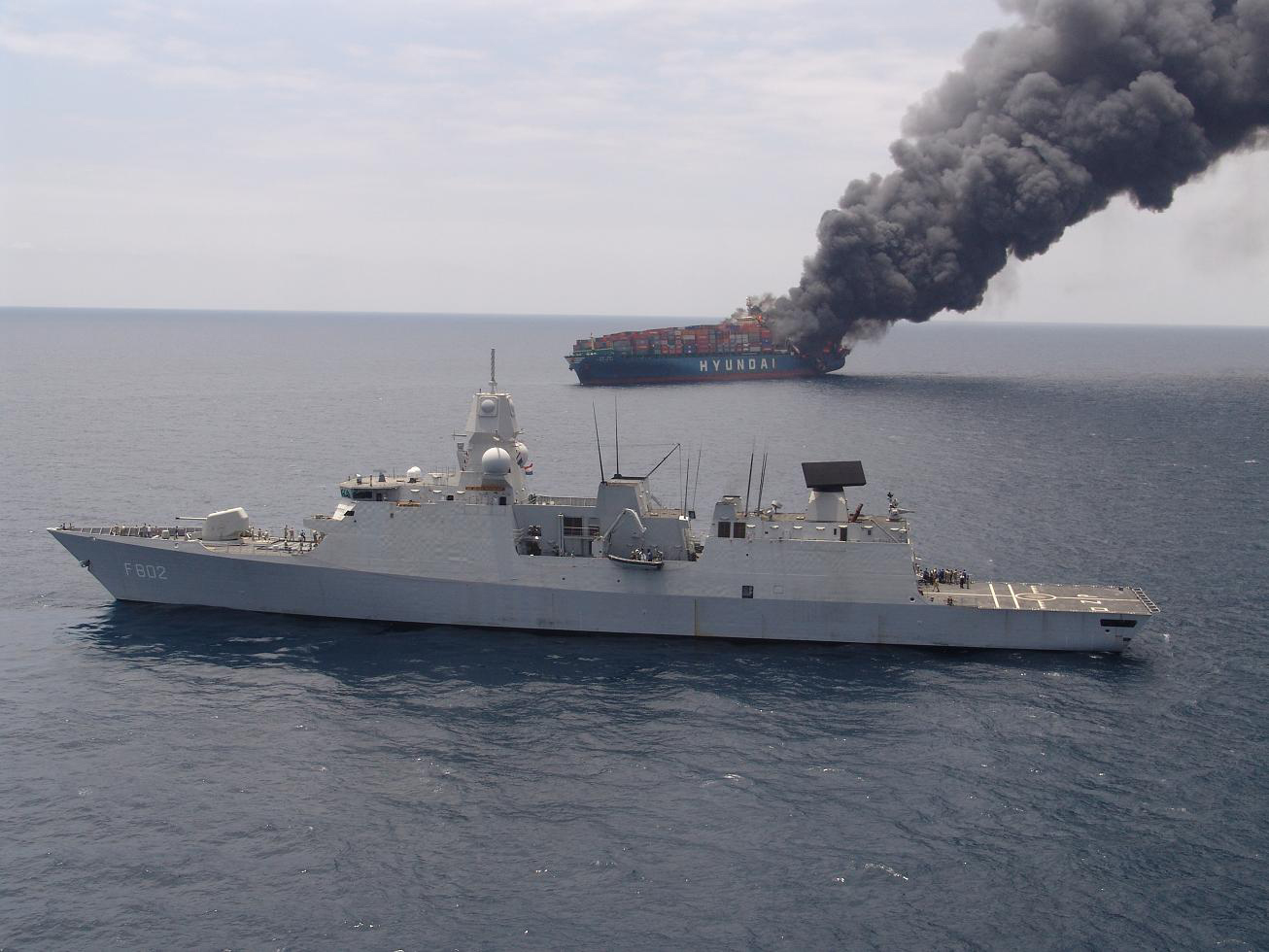
七省號（HNLMS De Zeven Provincien，F802）救援一艘失火的韓國現代集團Fortune 3貨輪。

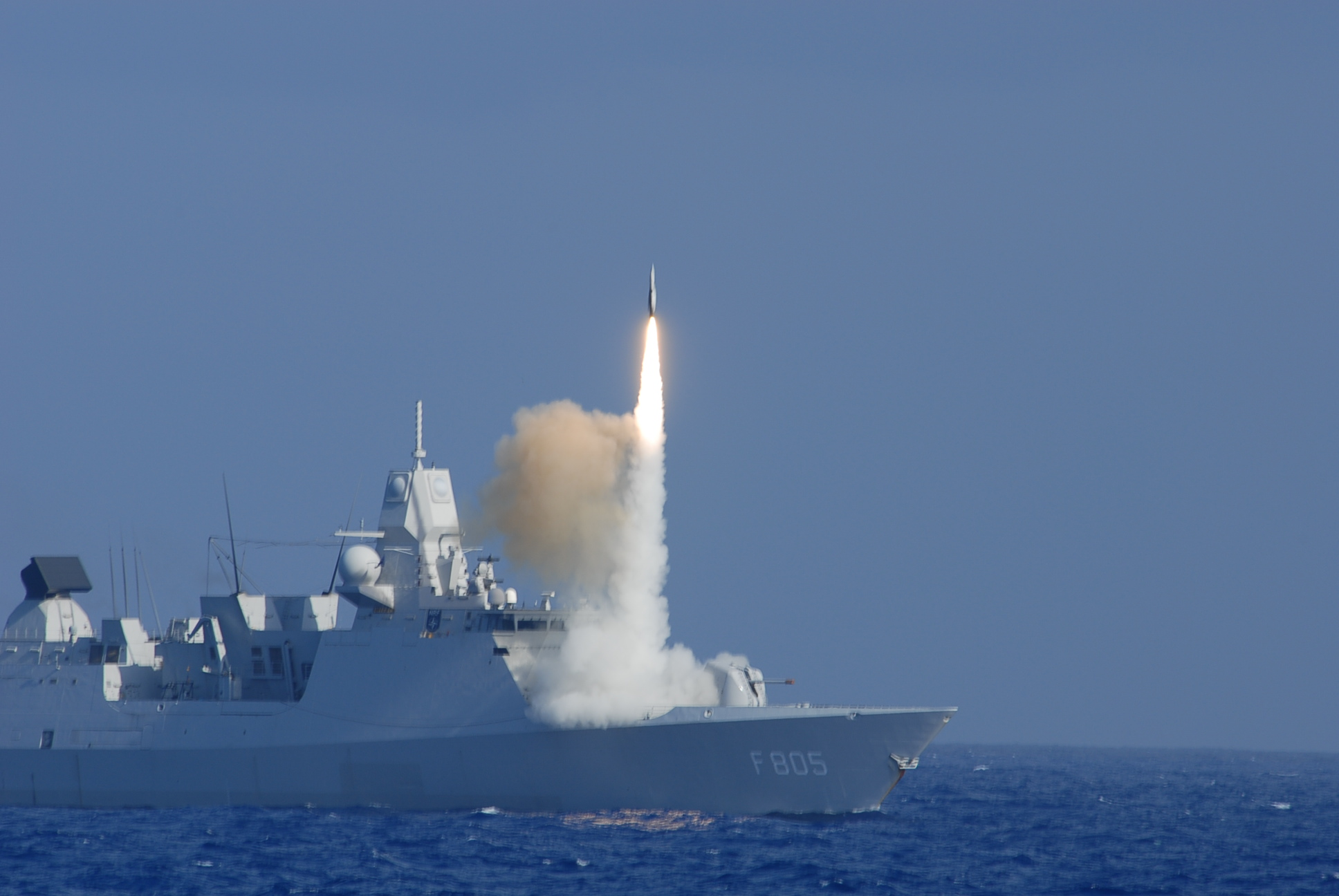
埃弗森號（HNLMS Evertsen，F805）發射SM-2飛彈

2003年11月，七省號在距亞速群島附近大約200海里（370）的海域首次進行射擊測試，期間射擊了RIM-162飛彈和SM-2ER Block IIIA飛彈。
2005年3月，在亞速群島以西大約180海里（330）的大西洋進行射擊。
2009年起，七省級參與了荷蘭皇家海軍在索馬利亞海域的反海盜護航勤務，並多次擔任北約、歐盟海上武力的輪值旗艦。
2017年10月北約「無畏之盾2017」演習中美國、荷蘭與西班牙海軍艦艇於10月15日同步發射標準三型飛彈、RIM-162飛彈（ESSM）攔截靶彈，首次藉由以水面艦作為防空單位的方式驗證「巧防禦」概念。
10月15日，美軍驅逐艦庫克號驅逐艦以1枚標三Block IB飛彈，成功攔截1枚中程彈道飛彈，西班牙艾爾瓦洛·迪巴贊號巡防艦與荷蘭皇家海軍「川普號巡防艦」，也同時以ESSM攔截反艦巡弋飛彈，而川普號巡防艦攔截2枚。

### 升級
2018年5月3日，荷蘭國防部長芭芭拉·維瑟通知國會，七省級的ESSM Block 1防空飛彈將換裝為ESSM Block 2（兼具主動/半主動導引模式），七省級也將換裝新型反艦飛彈，替換現役的美製魚叉反艦飛彈，2項升級均將在2024年前完成。
2019年3月20日，荷蘭國防部向歐洲招標電子資訊平台（Tenders Electronic Daily，TED）發出替換艦上的127公厘艦炮的資訊。
此外，荷蘭亦計劃將艦上的守門員近迫武器系統將升級且由改為裝設2座。
由於荷蘭的國防預算不斷刪減，七省級的推進系統、武器系統、感測系統等許多後勤料件常常處於短缺狀態，後續研改也受到影響，因此七省級服役前期一直面臨許多技術問題。

## 設計

### 動力/推進系統
極速28節，動力系統使用CODAG方式，主機為2具Spey SM 1C燃氣渦輪發動機（每具19.5 MW（26,100 hp））以及2具2具瓦錫蘭 16 V26 柴油發動機（每具5,1MW）
，另外裝置4具瓦錫蘭道依茨 D620 V12柴油發動機（每具1,680 kW（2,250 hp））以供應電力。

### 偵測/射控系統

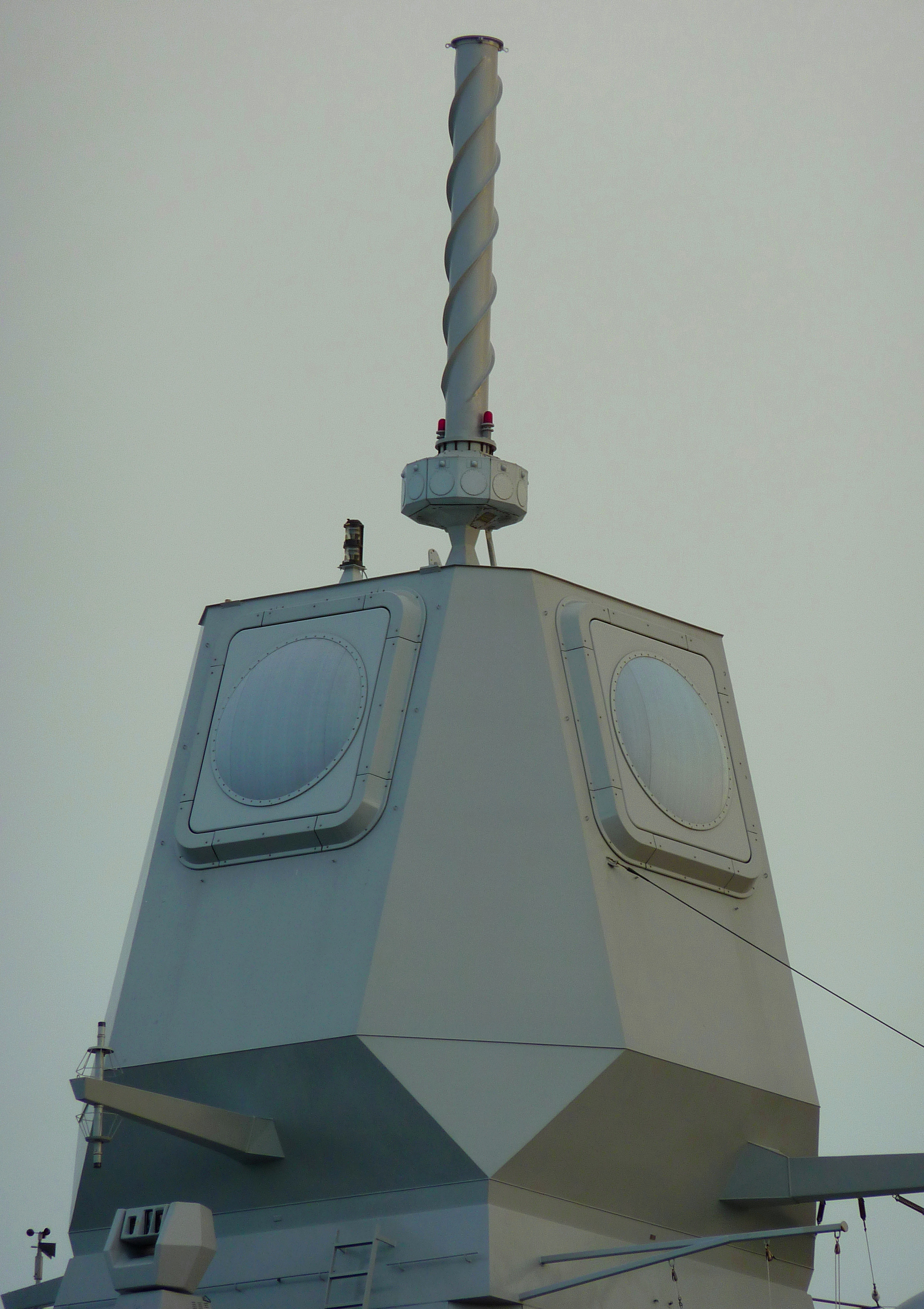
特龙普號（HNLMS Tromp，F803）上的APAR主動相位陣列雷達

偵蒐系統有1具APAR主動相位陣列雷達及搭配的SMART-L 3D對空搜索雷達（2018年中期性能提升後換裝為SMART-L MM/N），在APAR相位陣列雷達塔的頂端裝置了1具用以偵測反艦飛彈的高溫尾焰、水面目標和水雷的天狼星（Sirius）長程雙波段被動紅外線搜索系統（LRIRST），其他設備還有1具MIRADOR光電感測器、1具Scout LPI I頻低截獲率導航雷達、1具DECCA NAV導航系統和MK-XII敵我識別系統、
電戰系統有2具Sabre整合式電子反制／支援系統、1具AN/SLQ-25魚雷反制系統和4具MK-36 SRBOC干擾彈發射器。

### 武器系統

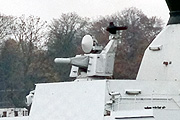
七省號機庫上的守門員近迫武器系統

艦艏的一座奧托布雷達127公厘艦炮為加拿大皇家海軍在1990年代時升級部族級驅逐艦時所拆除的，2007年6月，英國詹氏周刊報導荷蘭皇家海軍考慮購買火神系列導向增程陸攻炮彈（荷蘭與義大利合作開發）。艦炮後方裝置5具八單元Mk 41垂直發射系統（最多能裝置6具八單元）。2004年，荷蘭計劃訂購戰斧式巡弋飛彈於裝備Mk 41，使七省級具備長距離對地打擊能力，但計劃被擱置。依照原計劃，七省級將根據不同任務而有不同的武裝配置，包括所有模式一律以8個發射系統配備32枚RIM-7海麻雀飛彈、火力投射模式下配備24枚戰斧式巡弋飛彈與8枚RIM-66飛彈、制海作戰模式下配備戰斧式巡弋飛彈與RIM-66飛彈各16枚和區域防空模式下則裝備8枚戰斧式巡弋飛彈與24枚RIM-66飛彈。

### 防護措施
擁有匿踨能力和存活率，艦體結構經過強化以抵擋高爆彈破片、使用雙層艙壁加強艦艇抗損能力、重要系統及電力分配系統採用冗餘設計和單獨的隔離、動力系統分散佈置。
消防與核生化防護上，全艦分隔為7個獨立水密隔艙和2個核生化氣密防護區，為了應對核生化作戰也設置三防區域確保艦員和艦上的機械在發生此類戰爭時能正常運作。

## 外銷
2017年11月30日，亞利安科學與科技（Alion Science and Technology Corporation）加拿大分公司向加拿大水面作戰艦提交了一份基於七省級的設計。

## 同型艦
| 舷號 | 艦名        | 開工         | 下水          | 服役          |
| ---- | ----------- | ------------ | ------------- | ------------- |
| F802 | 七省號      | 1998年9月1日 | 2000年4月8日  | 2002年4月26日 |
| F803 | 特龙普號    | 1999年9月3日 | 2001年4月7日  | 2003年3月14日 |
| F804 | 德·魯伊特號 | 2000年9月1日 | 2002年4月13日 | 2004年4月22日 |
| F805 | 埃弗森號    | 2001年9月6日 | 2003年4月19日 | 2005年6月10日 |

## 圖庫

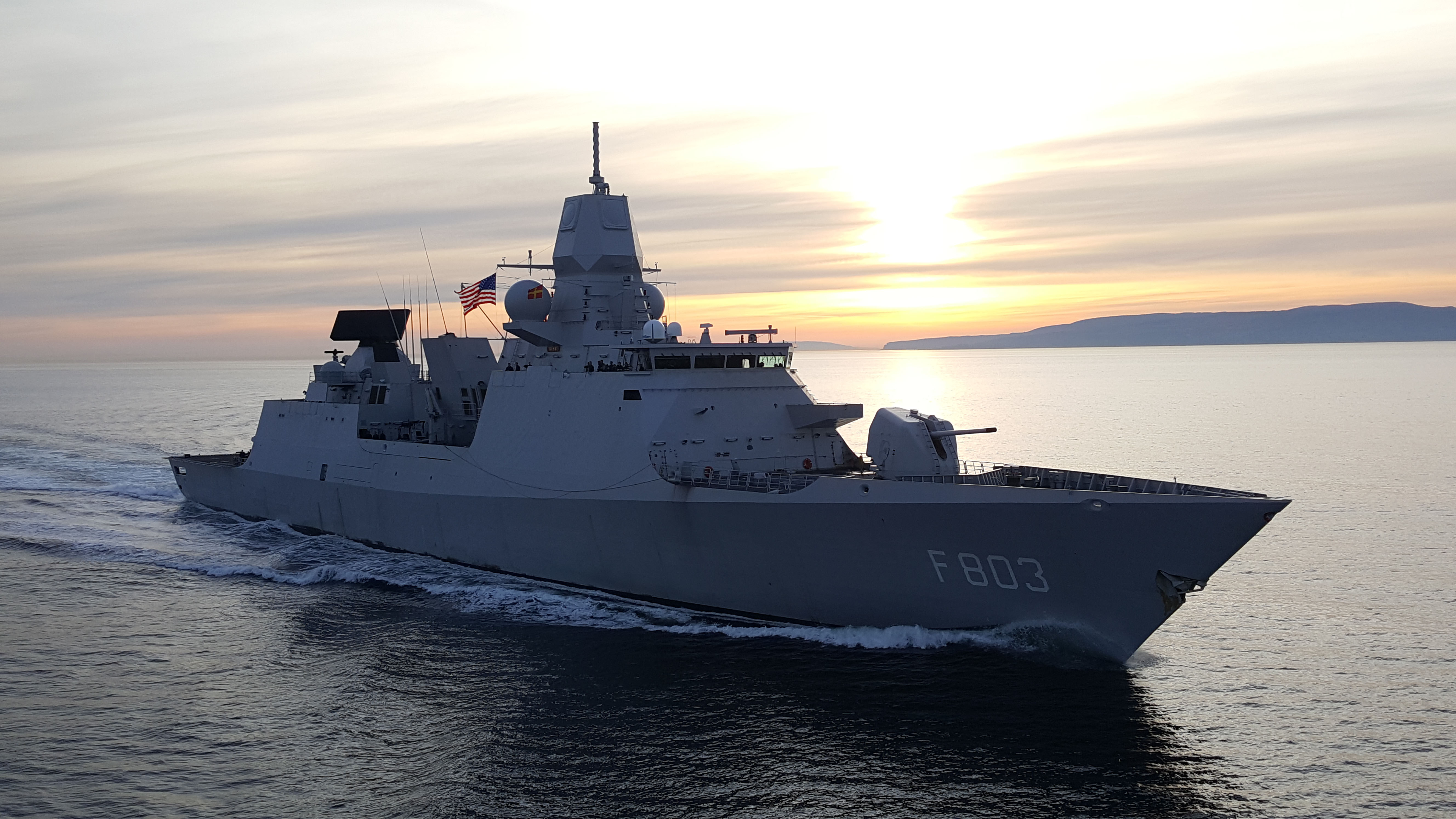
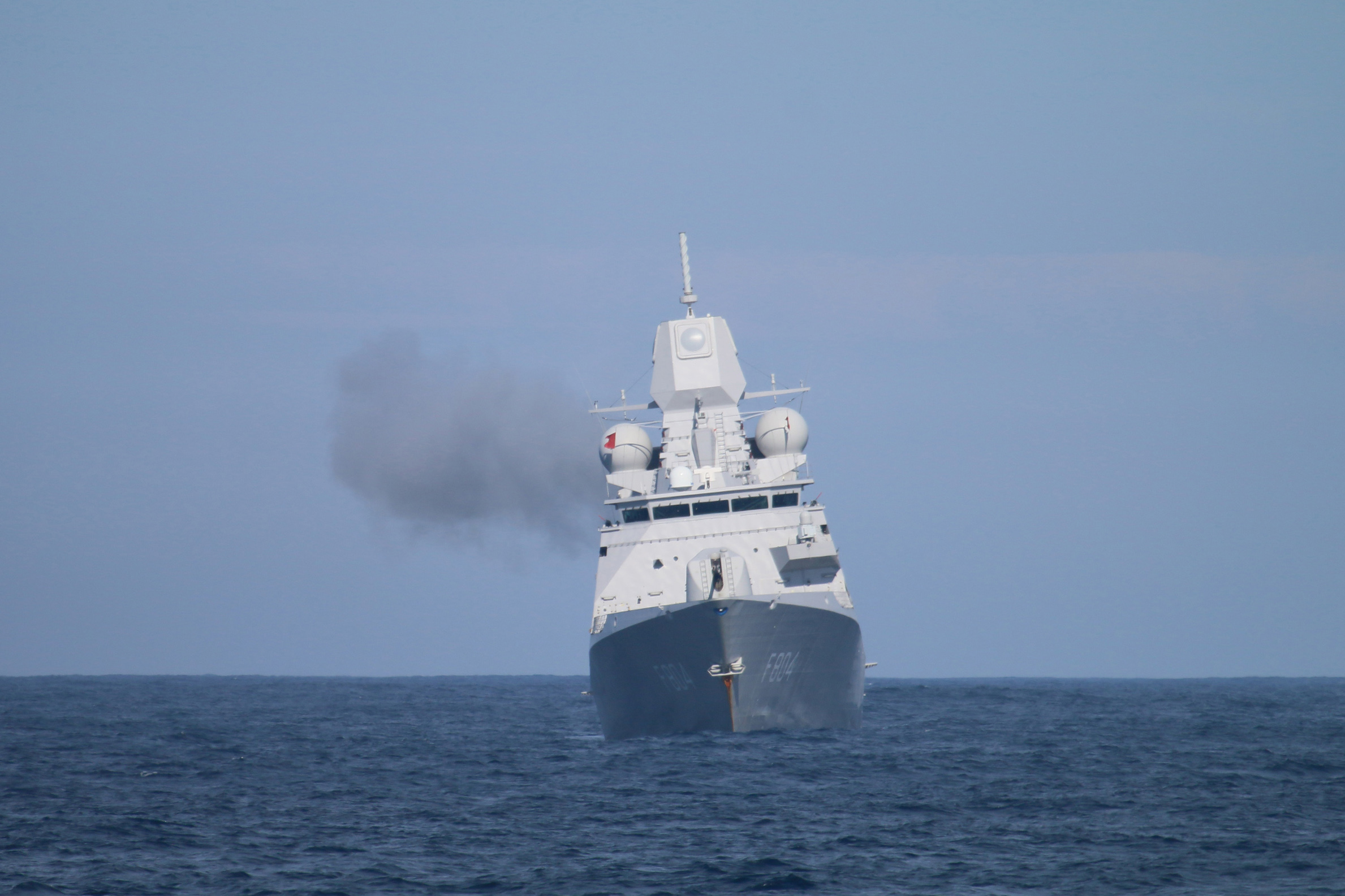
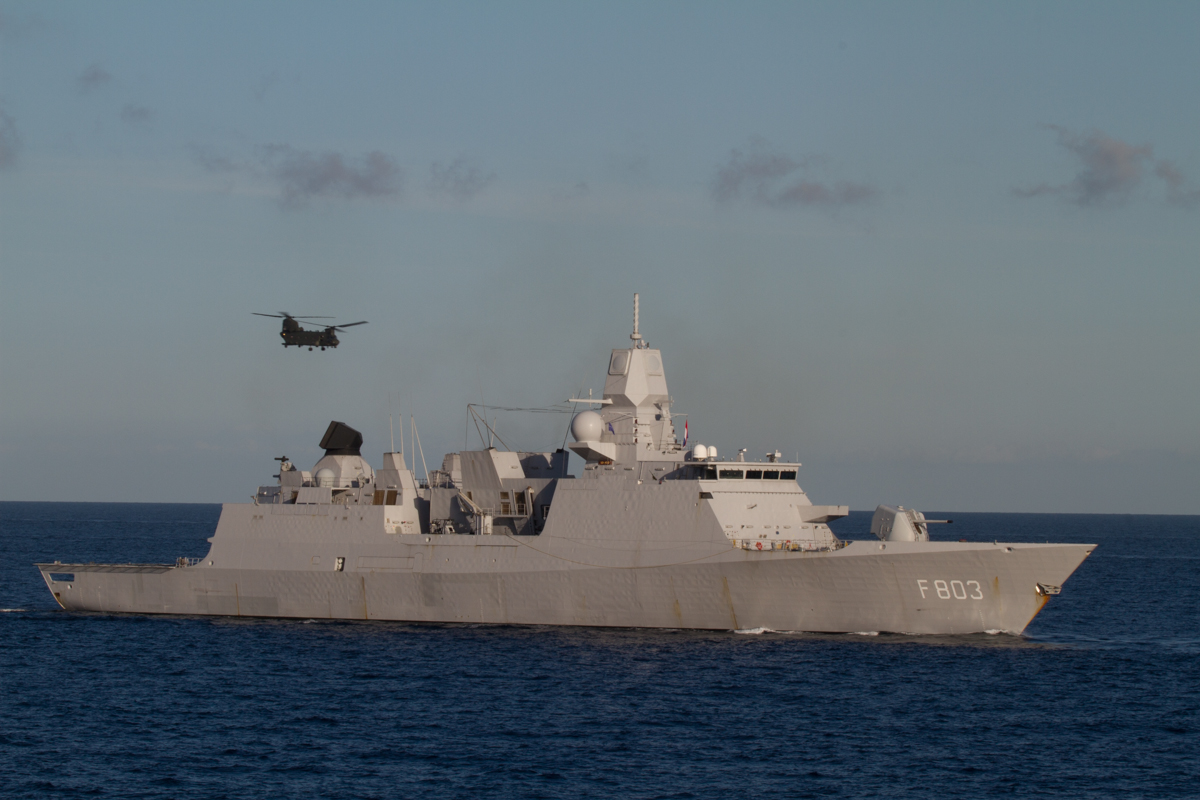
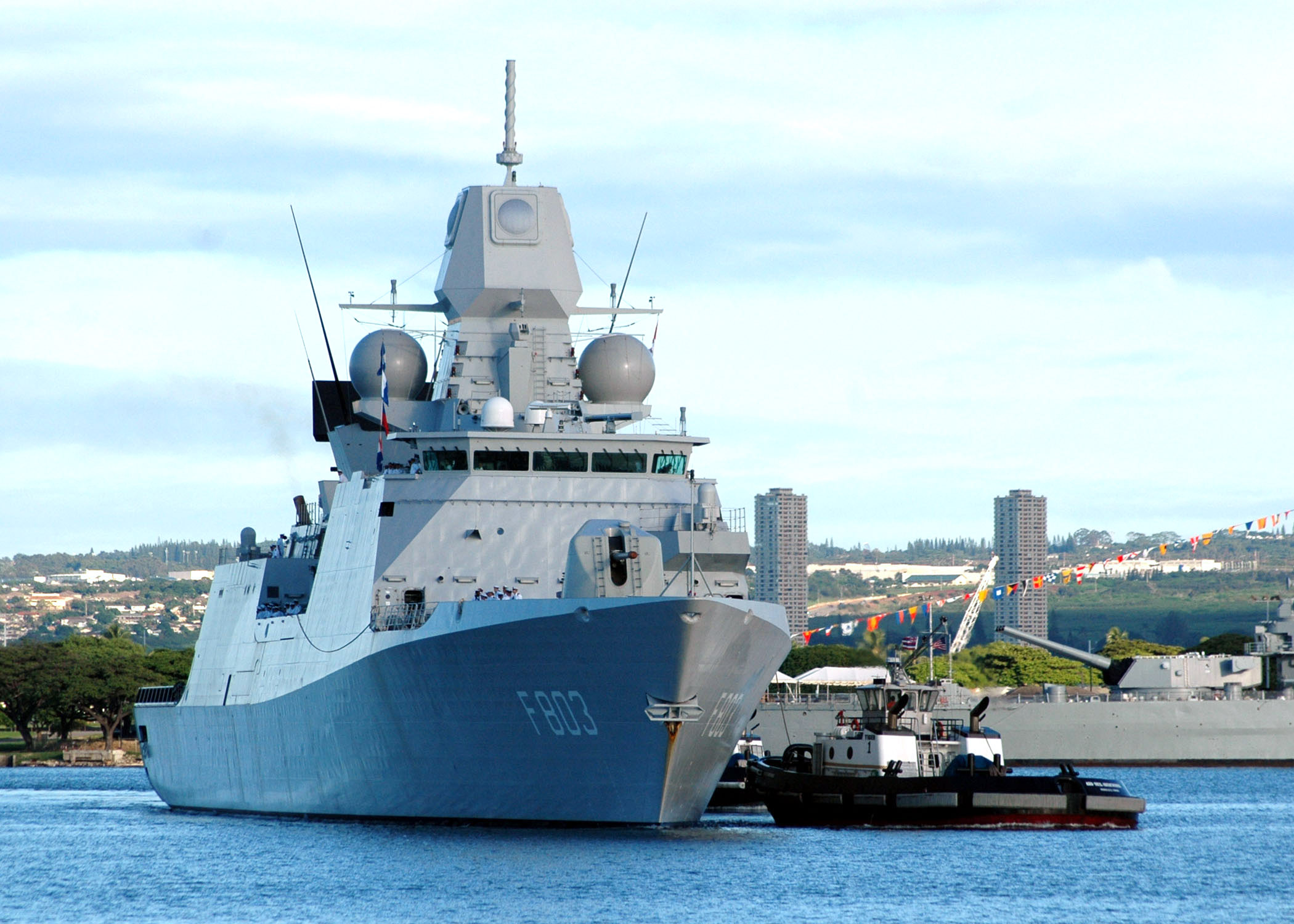
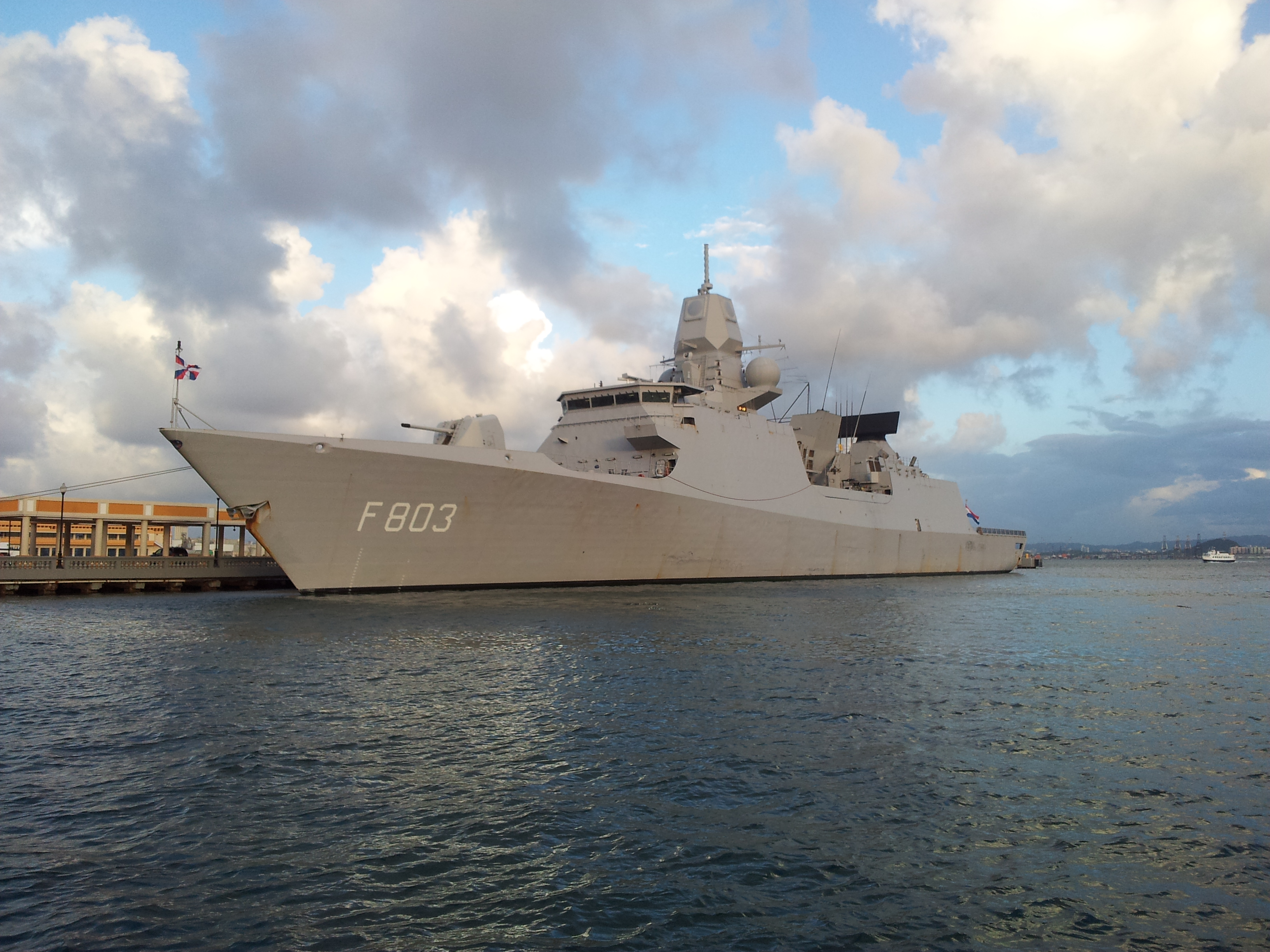
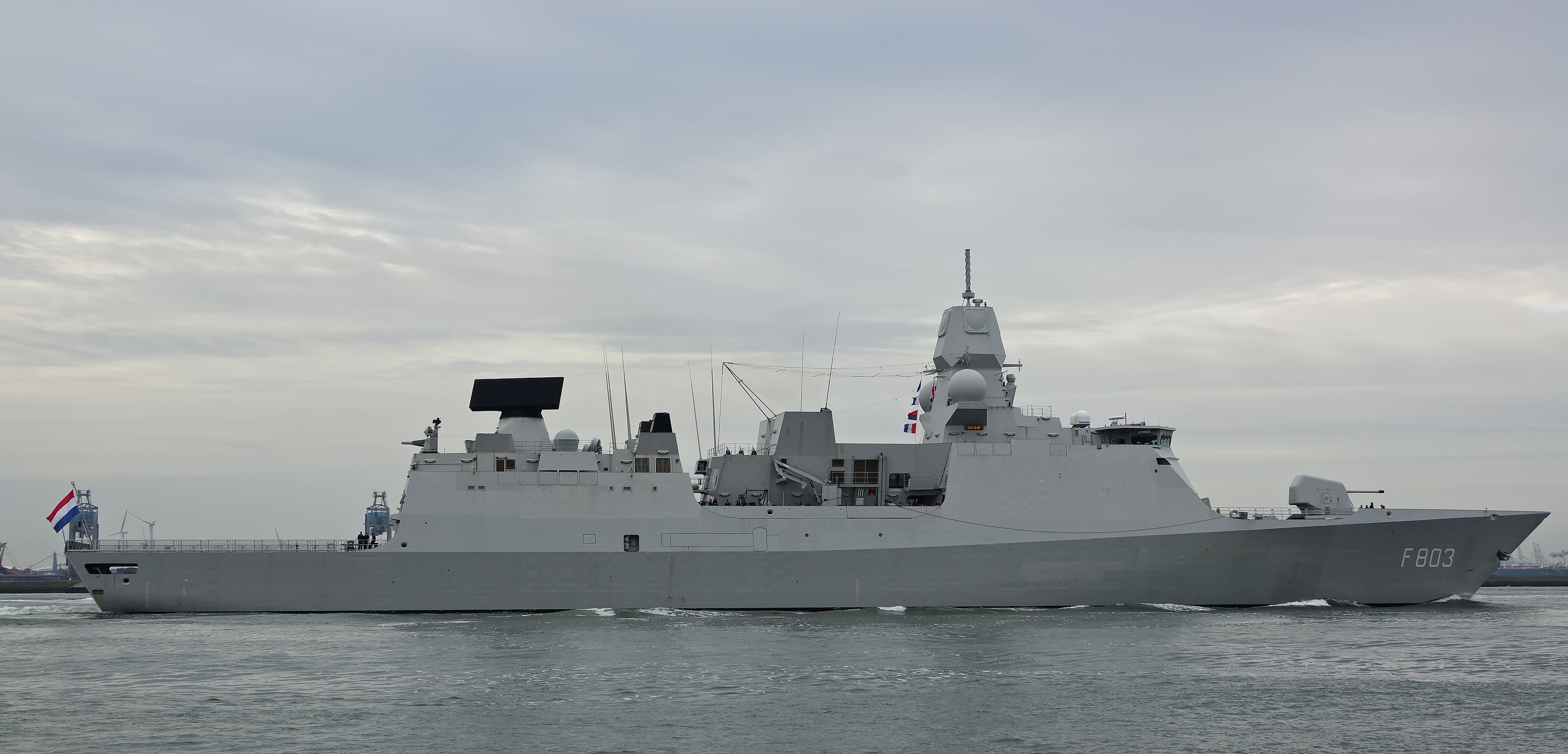
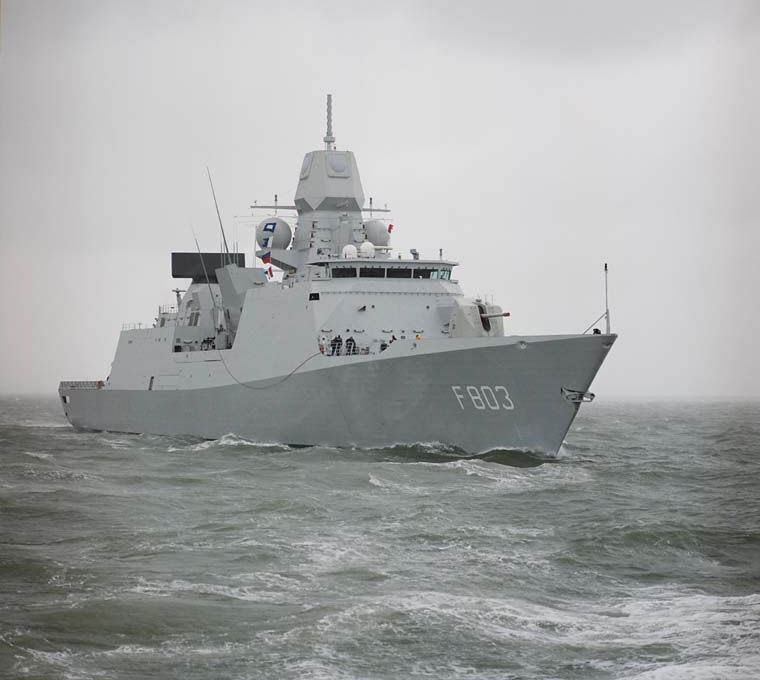

F 802

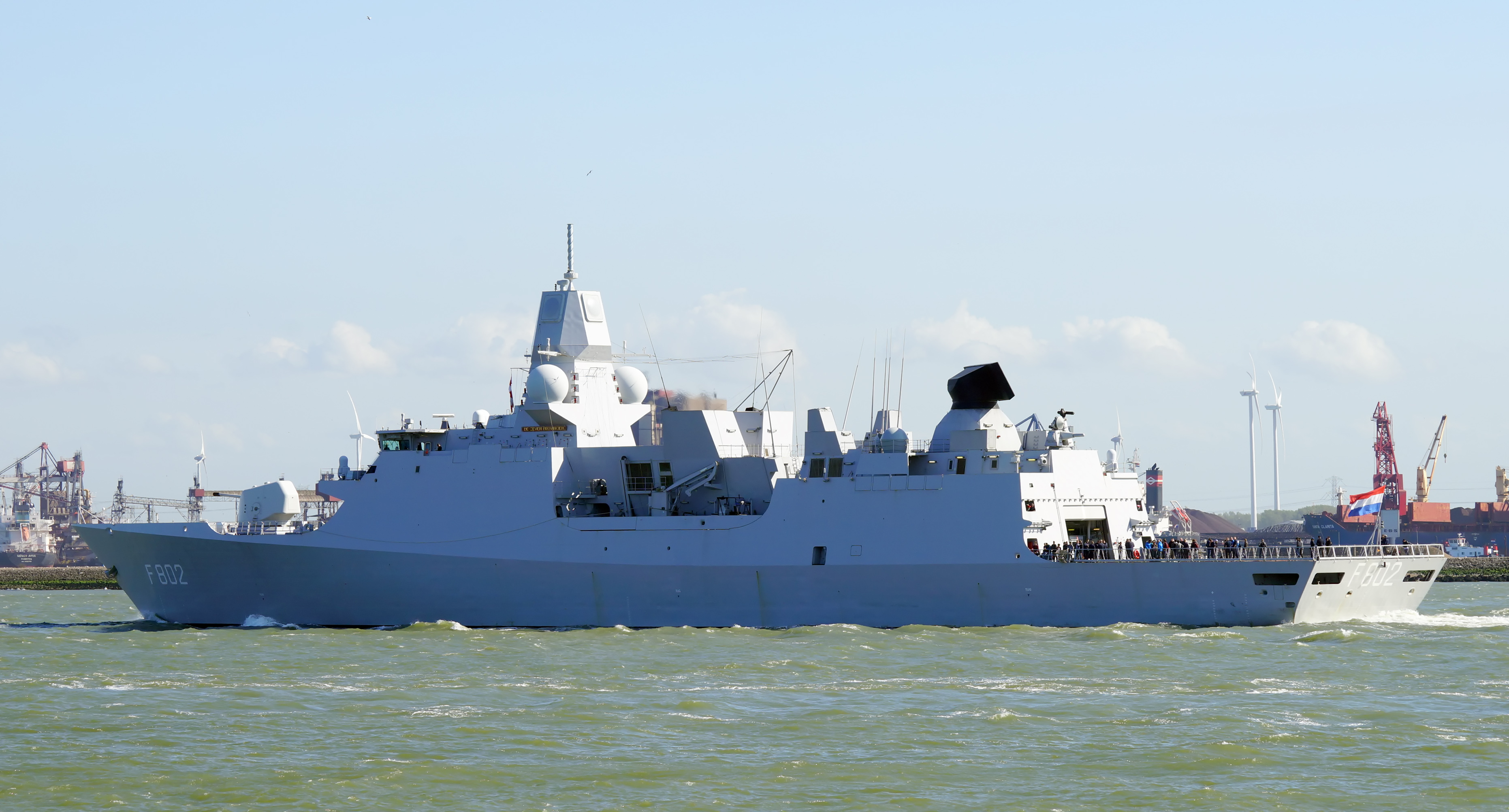
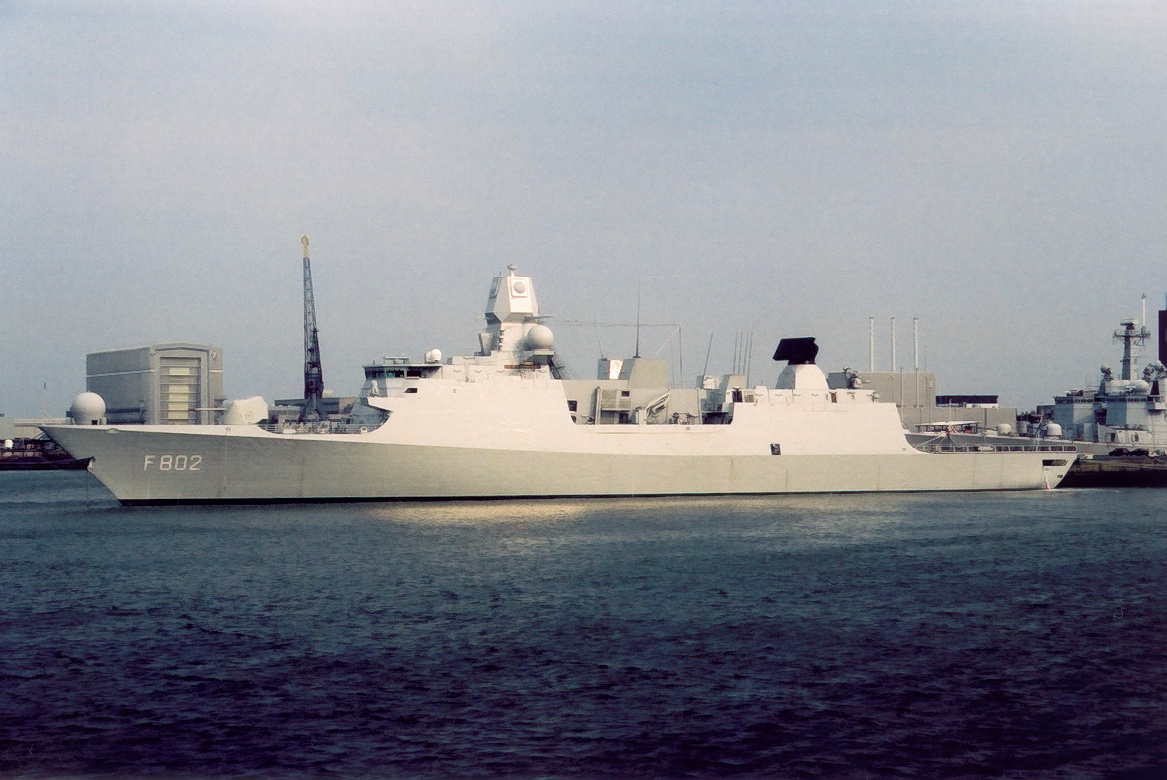
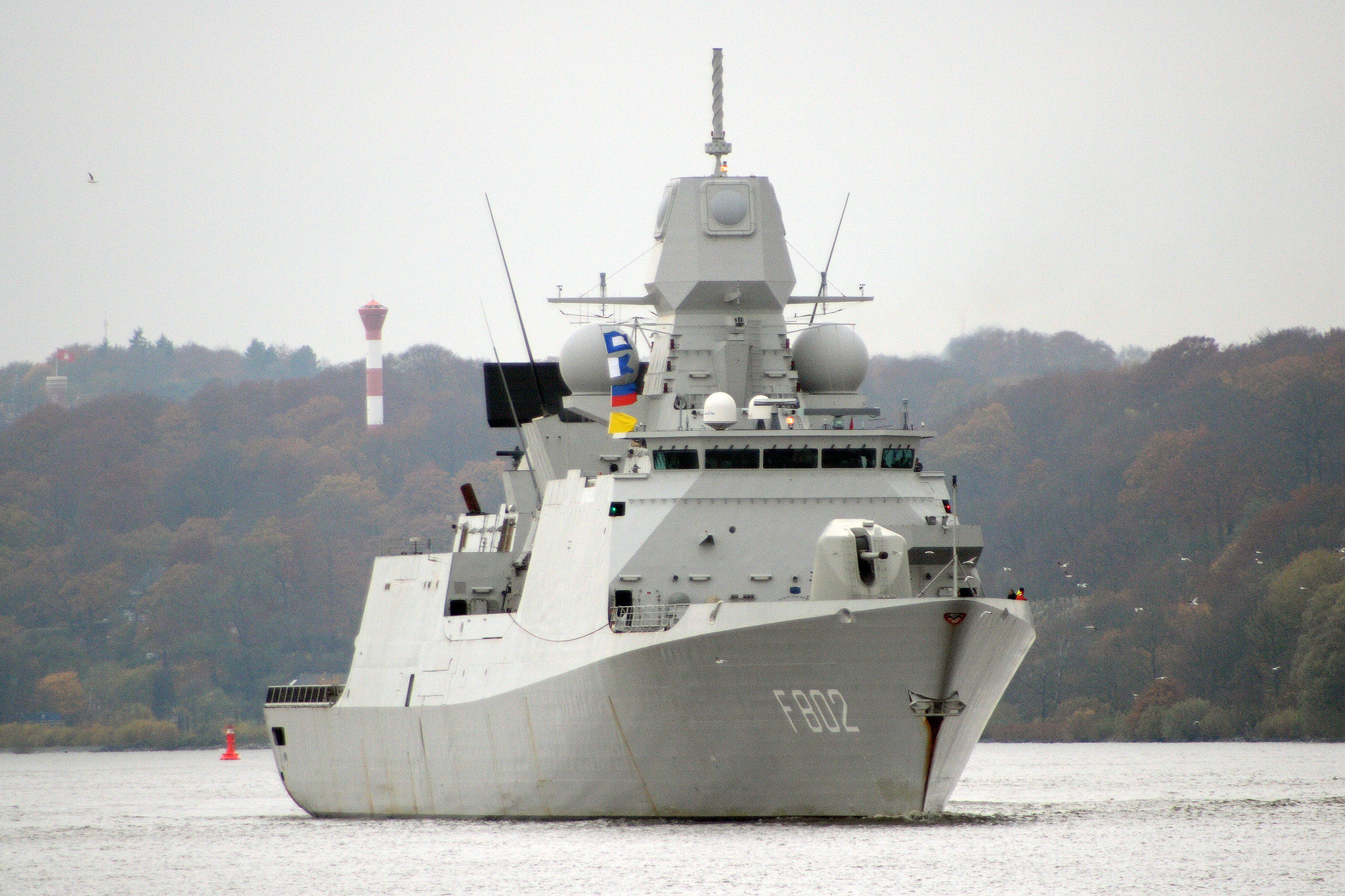
攝於德國漢堡
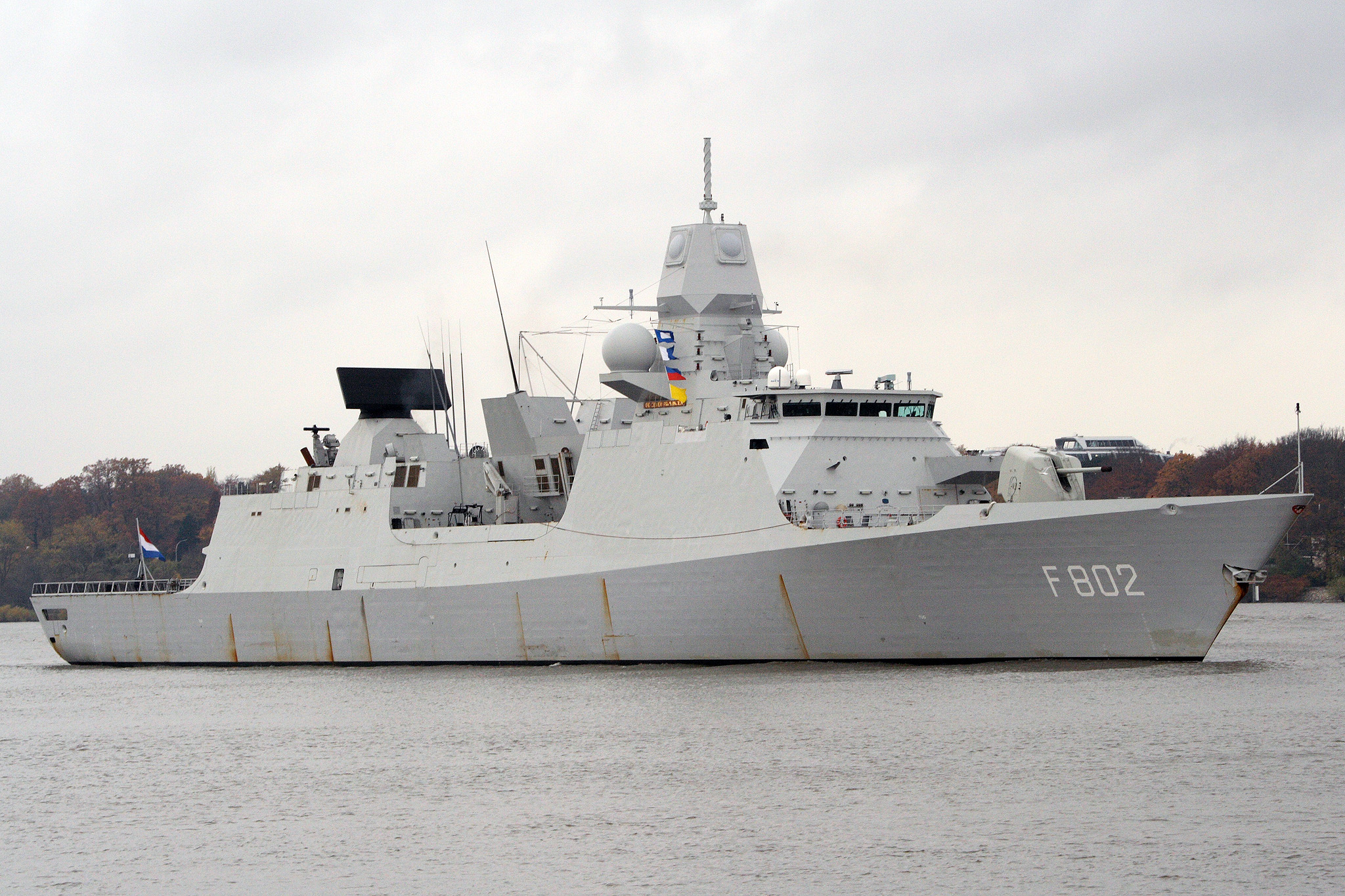
攝於德國漢堡
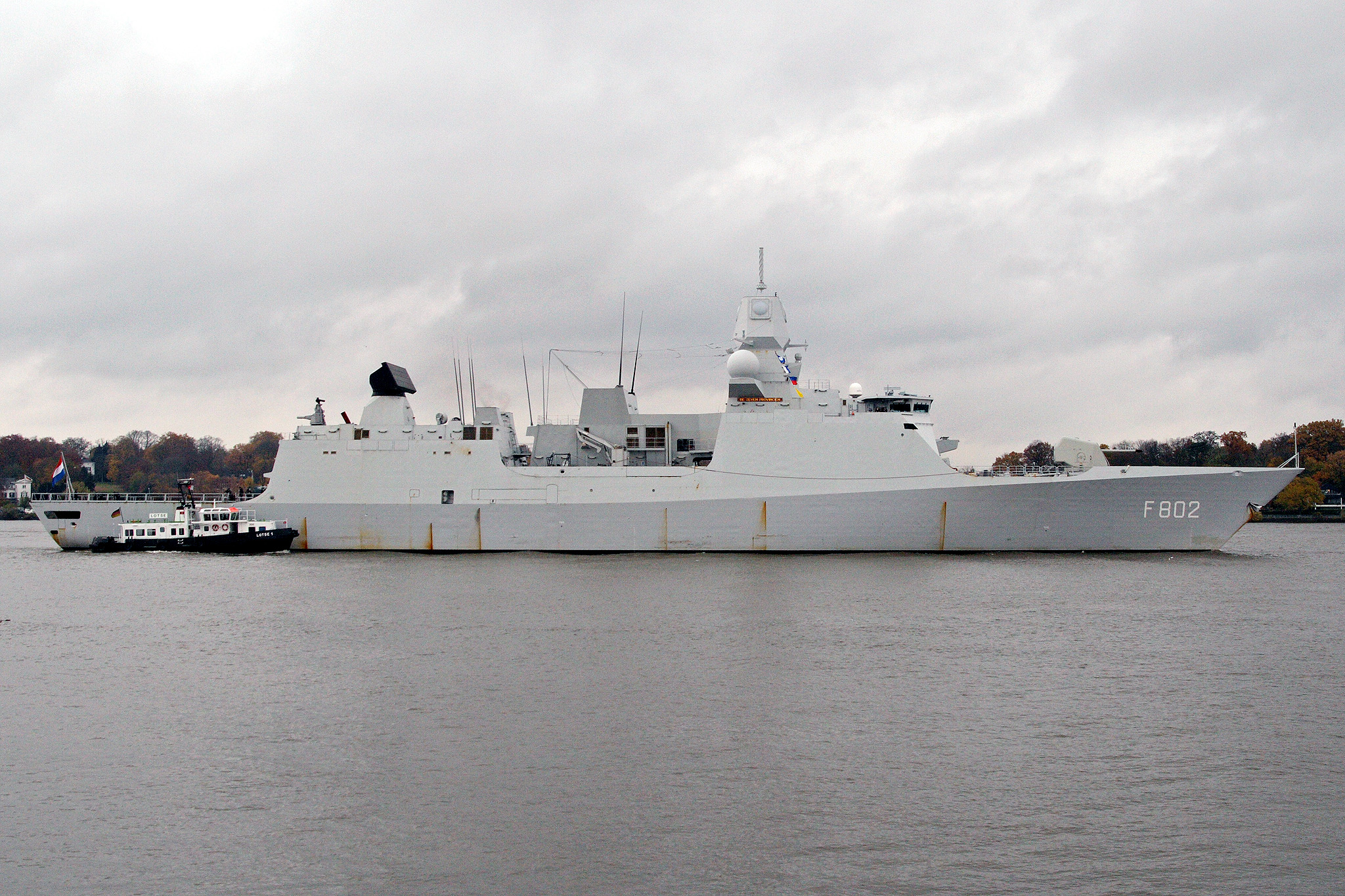
攝於德國漢堡
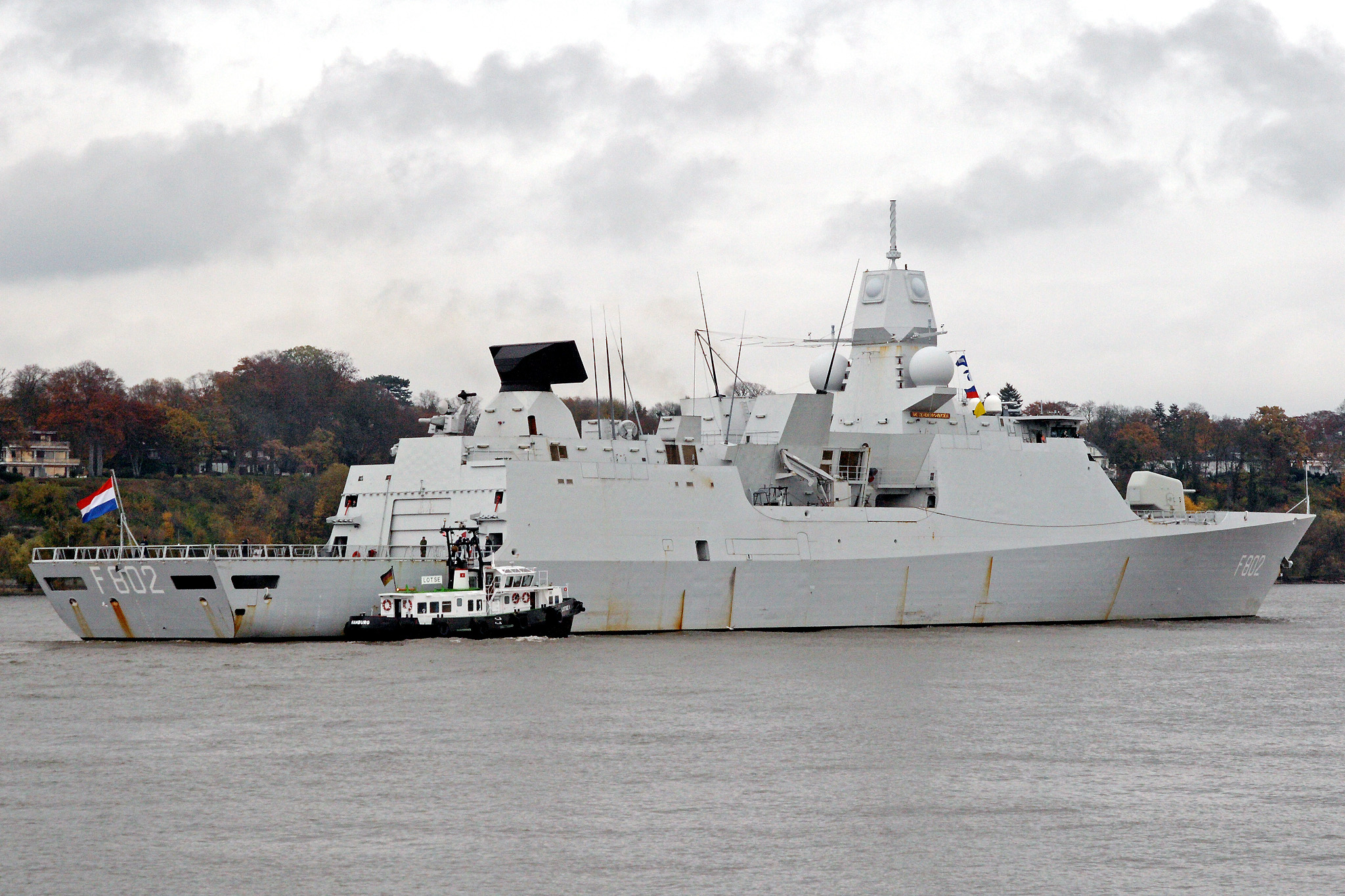
攝於德國漢堡
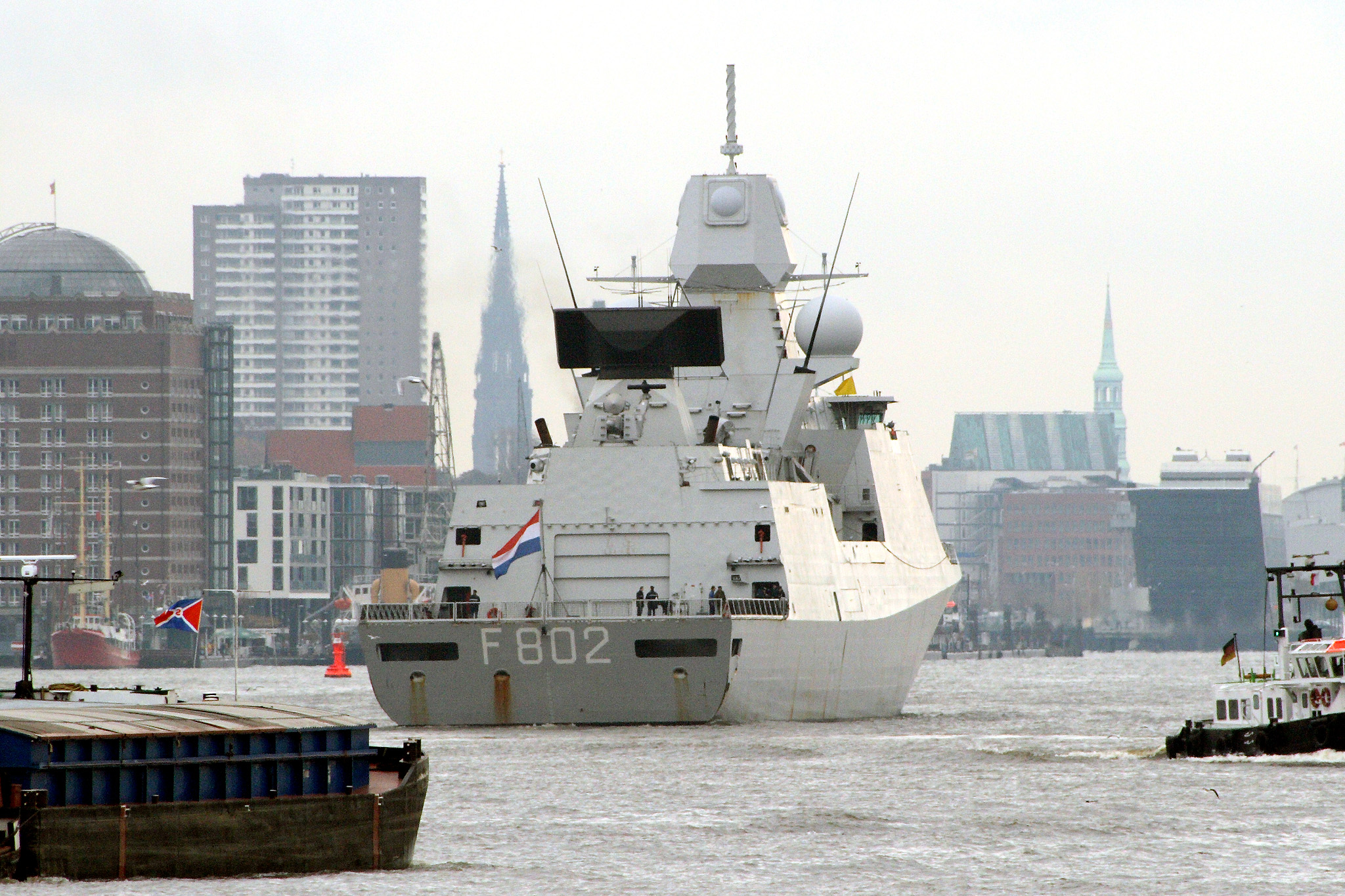
艦艉，攝於德國漢堡
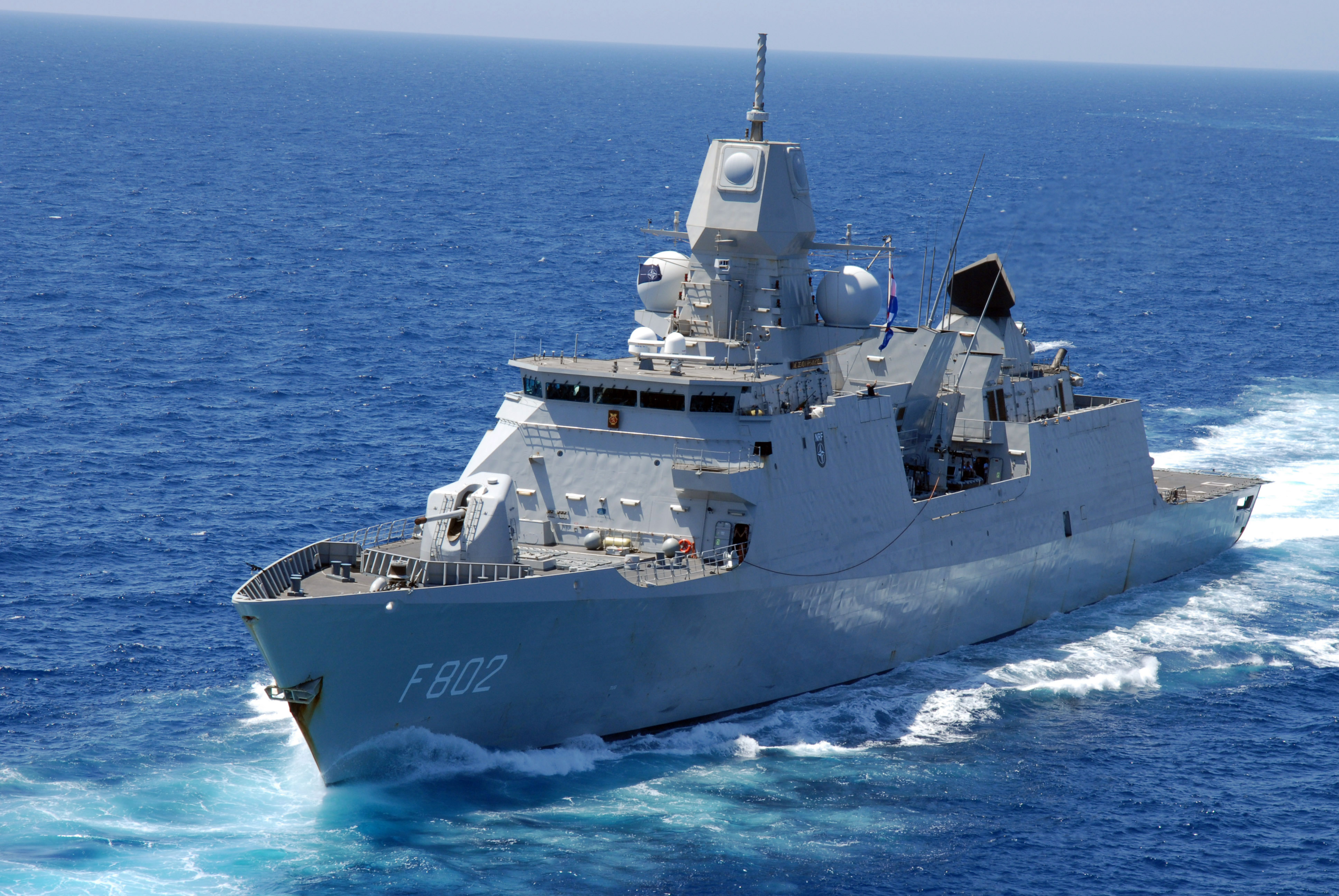
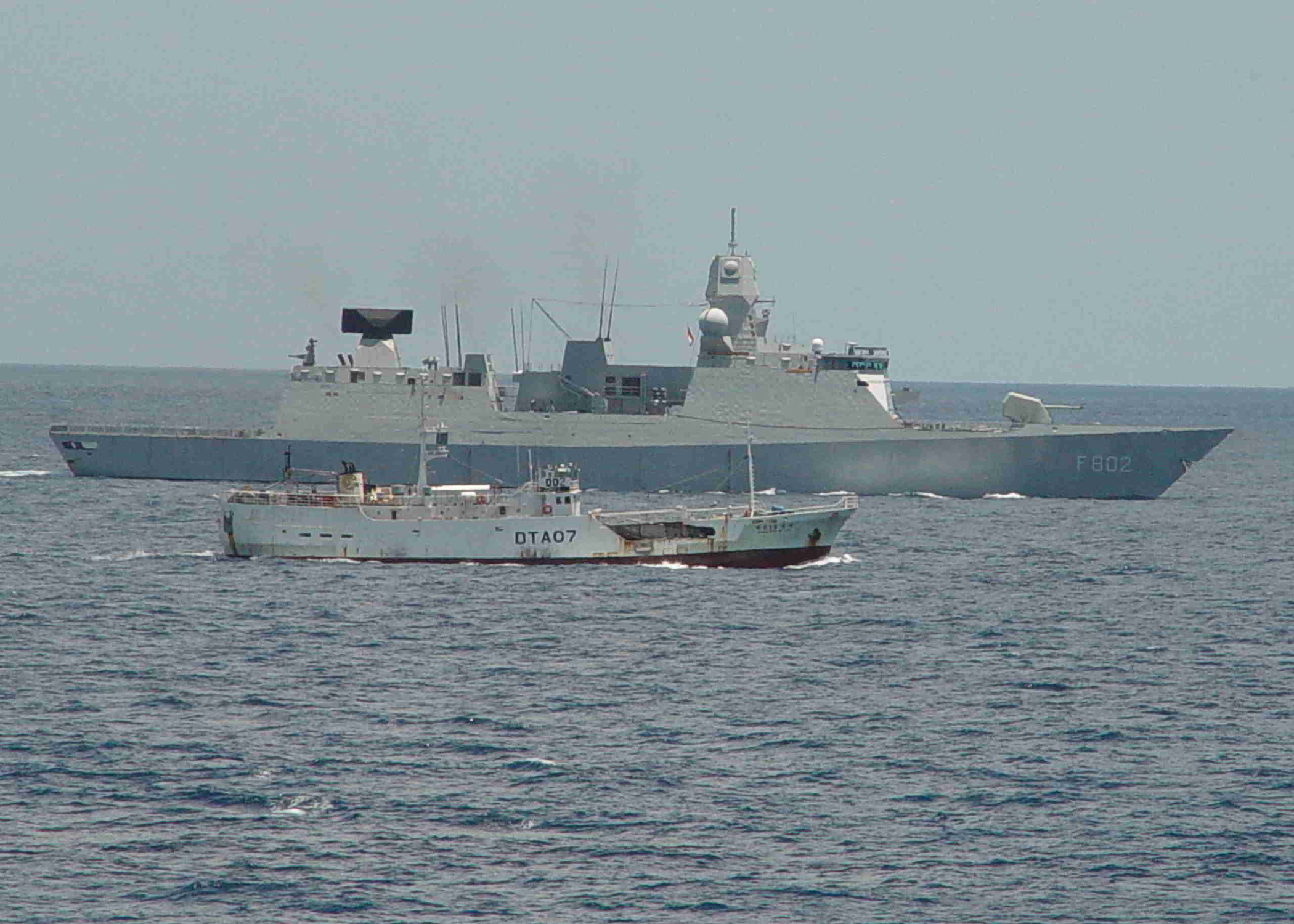
航行於印度洋，攝於2006年4月4日
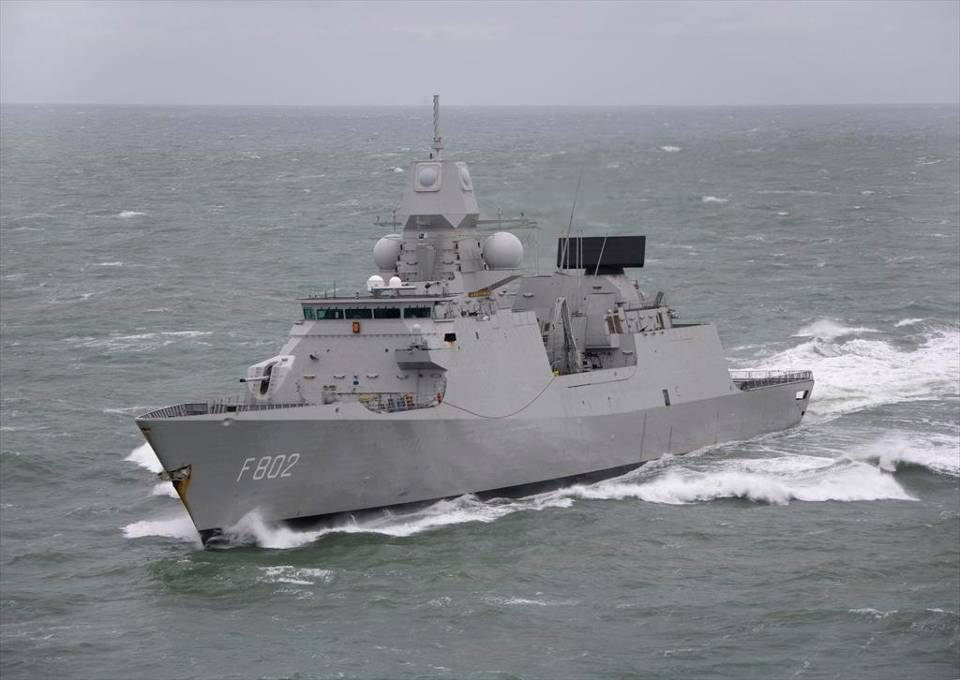
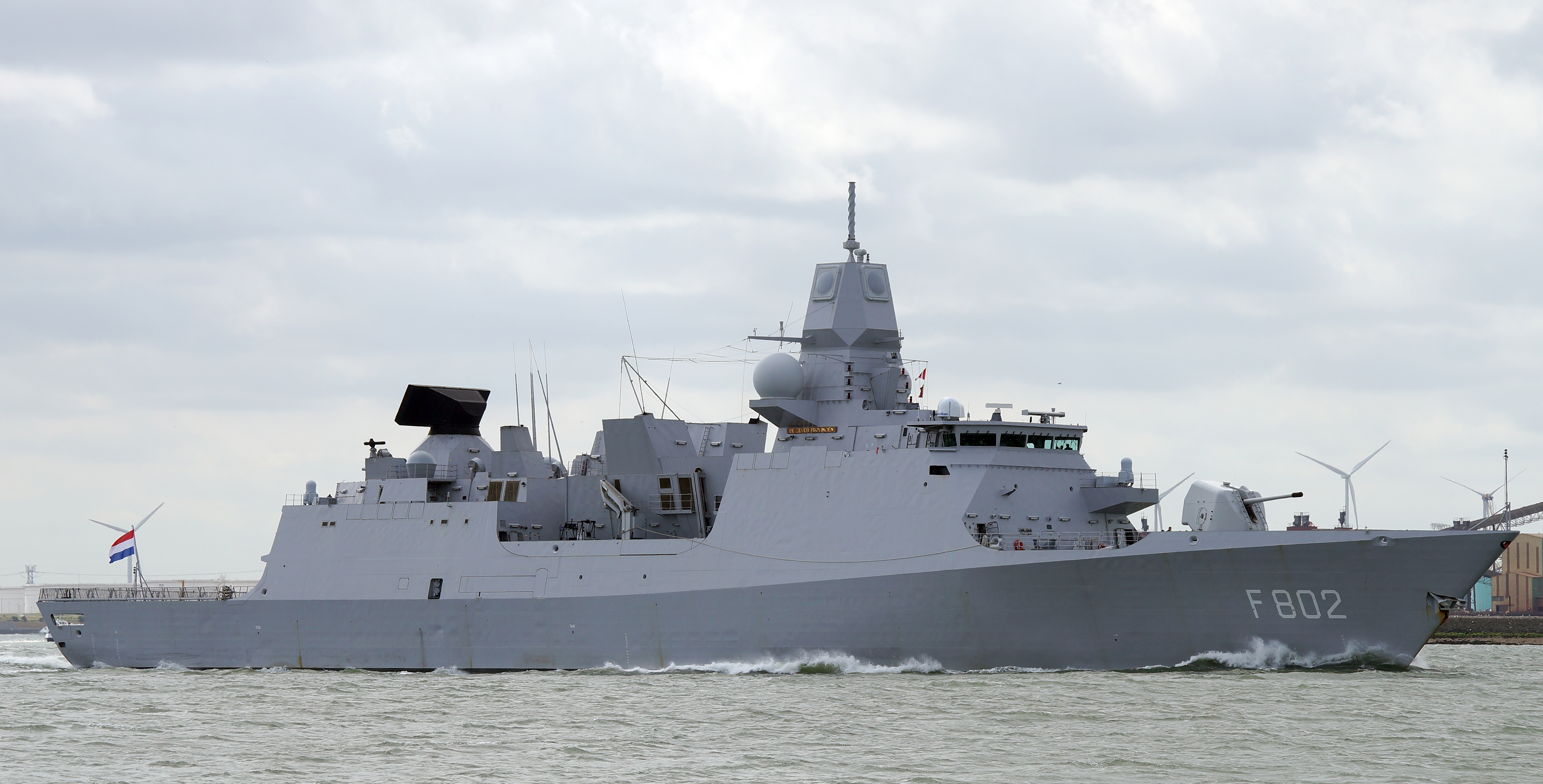

F 803
F 804

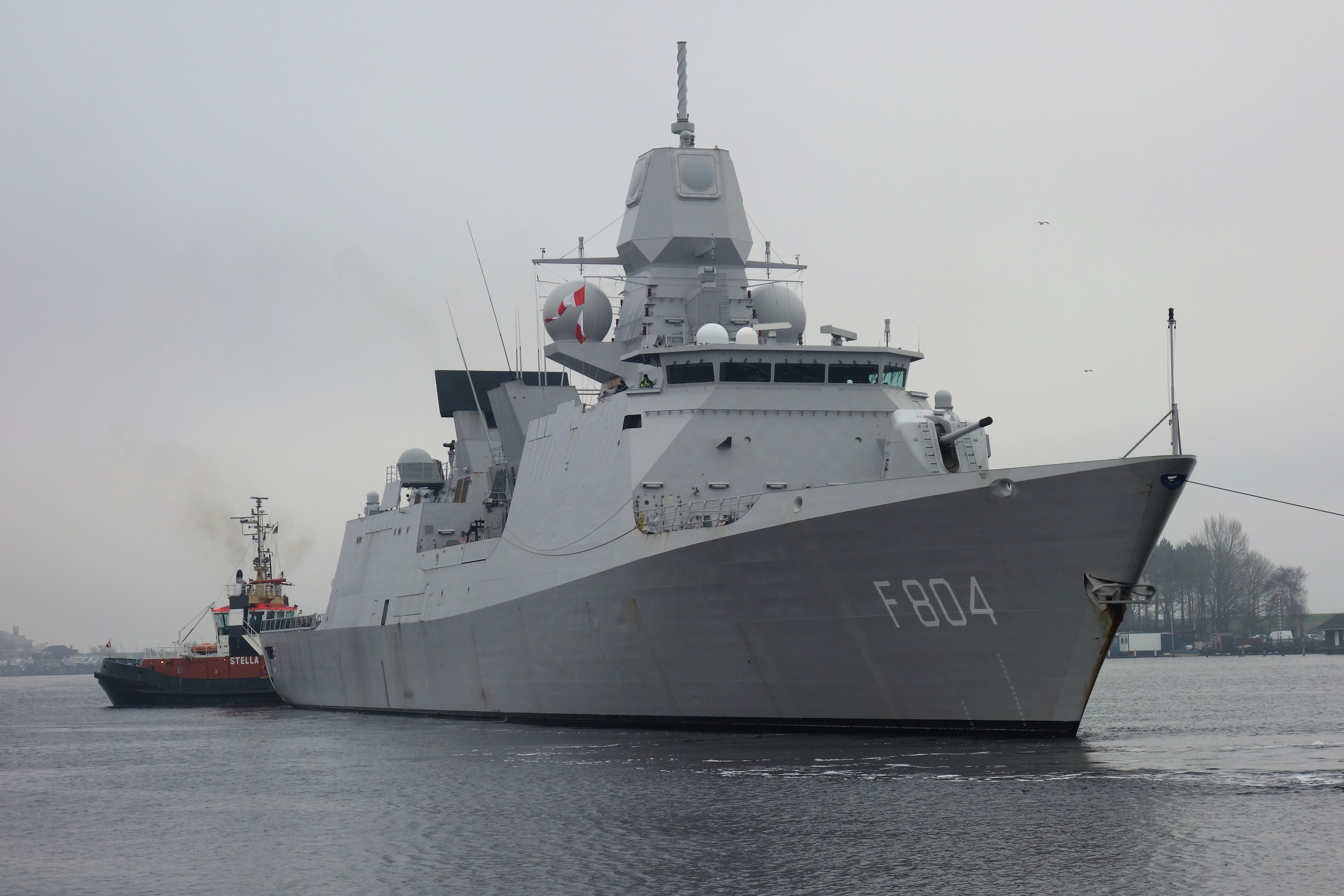
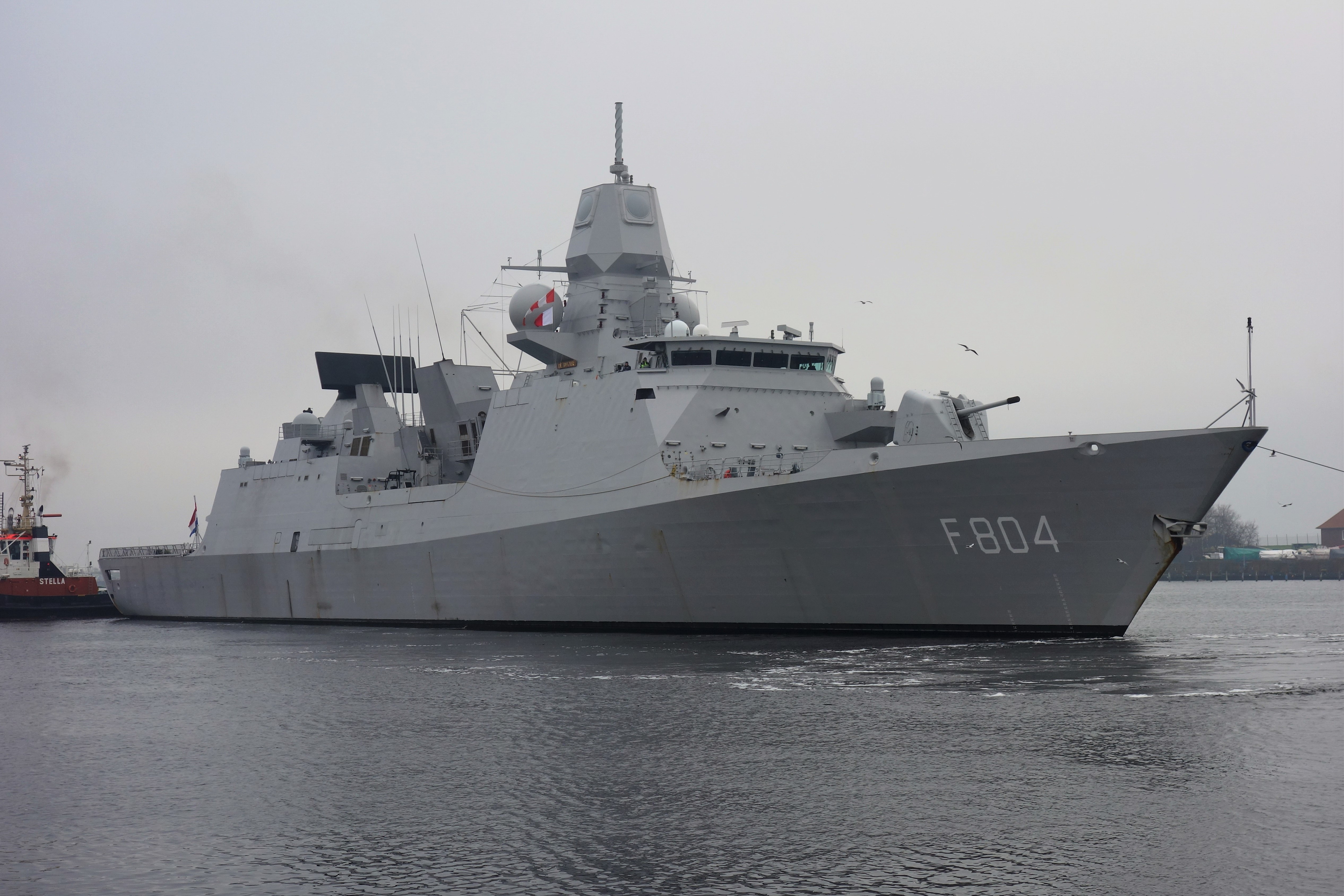
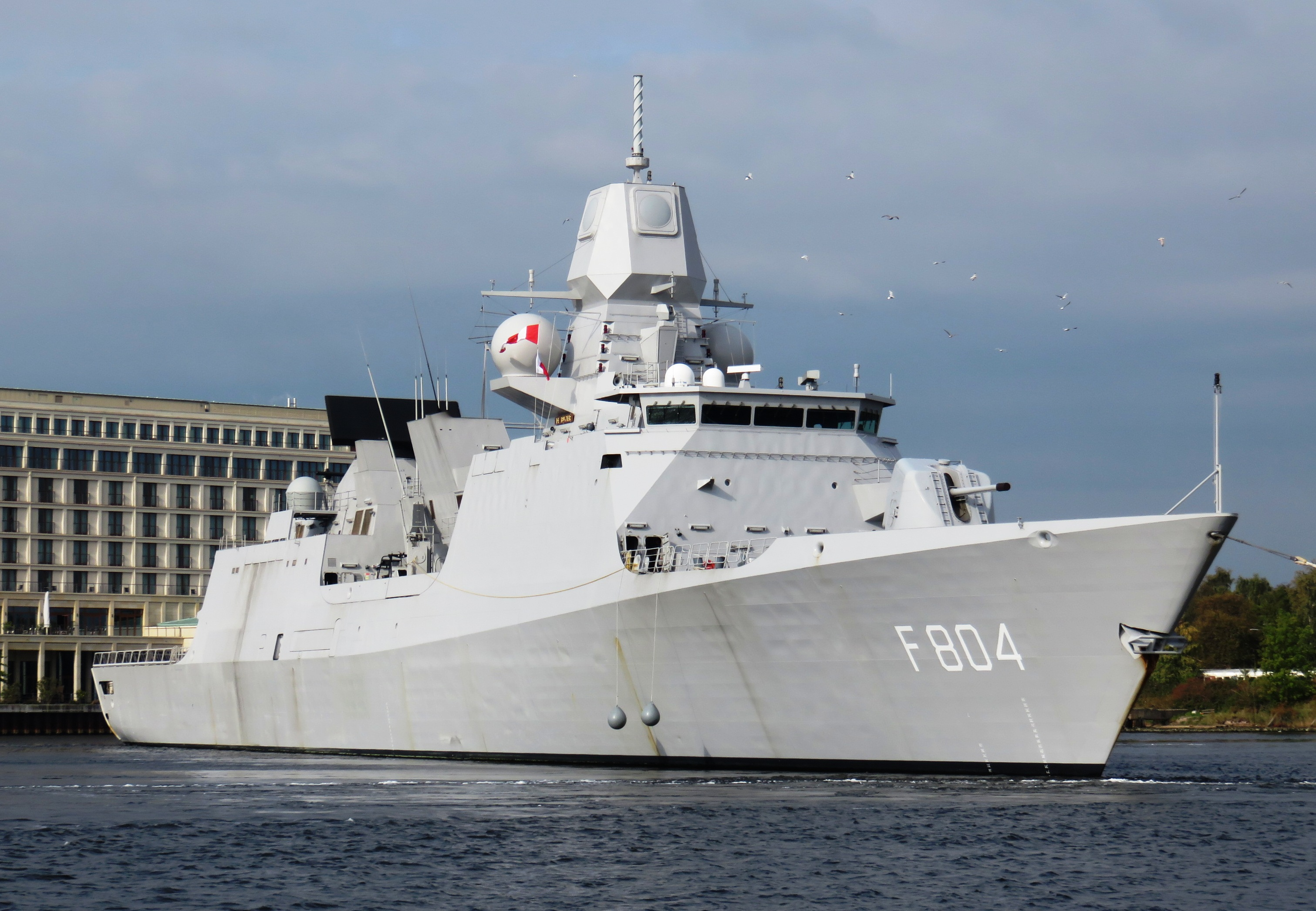
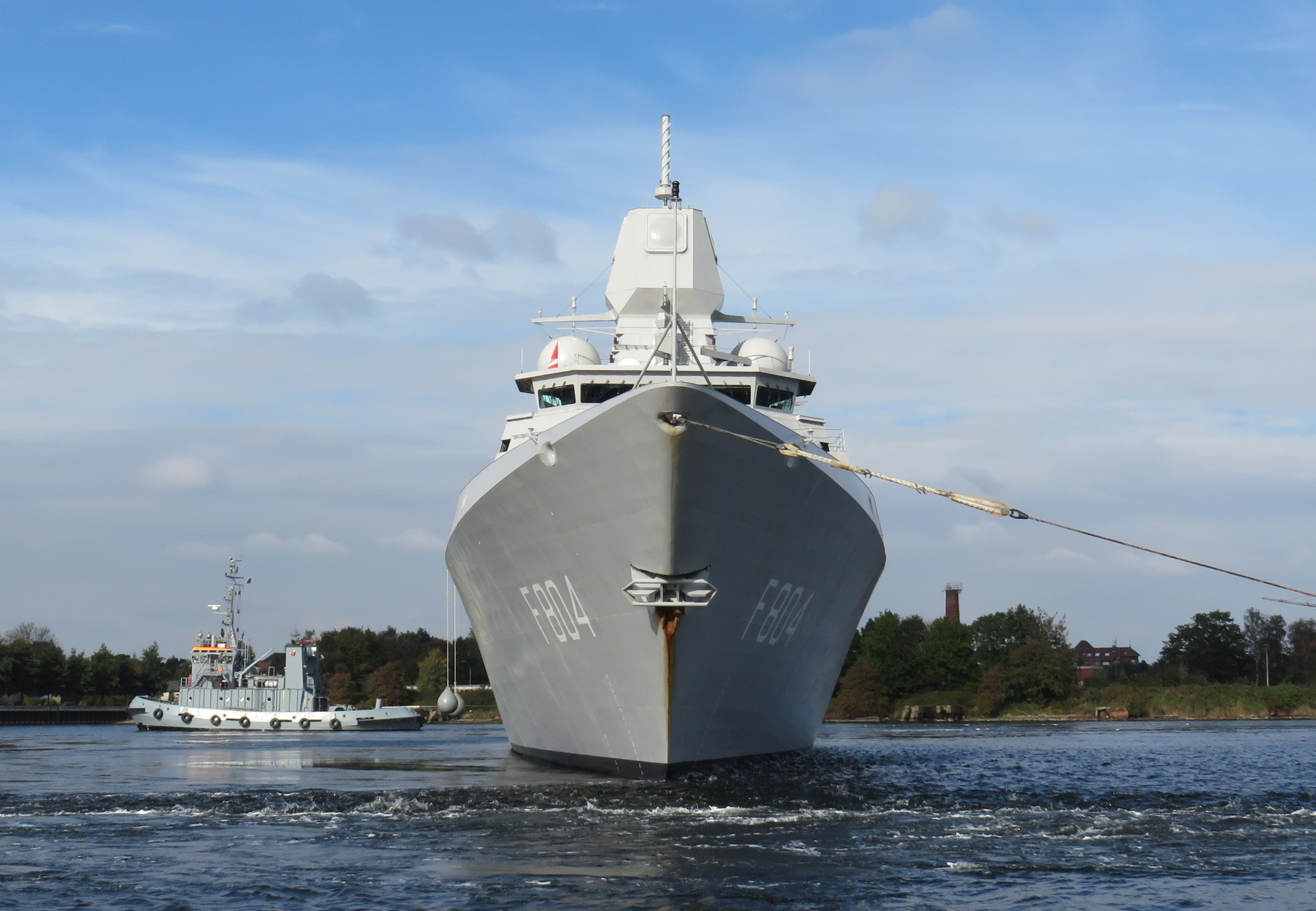
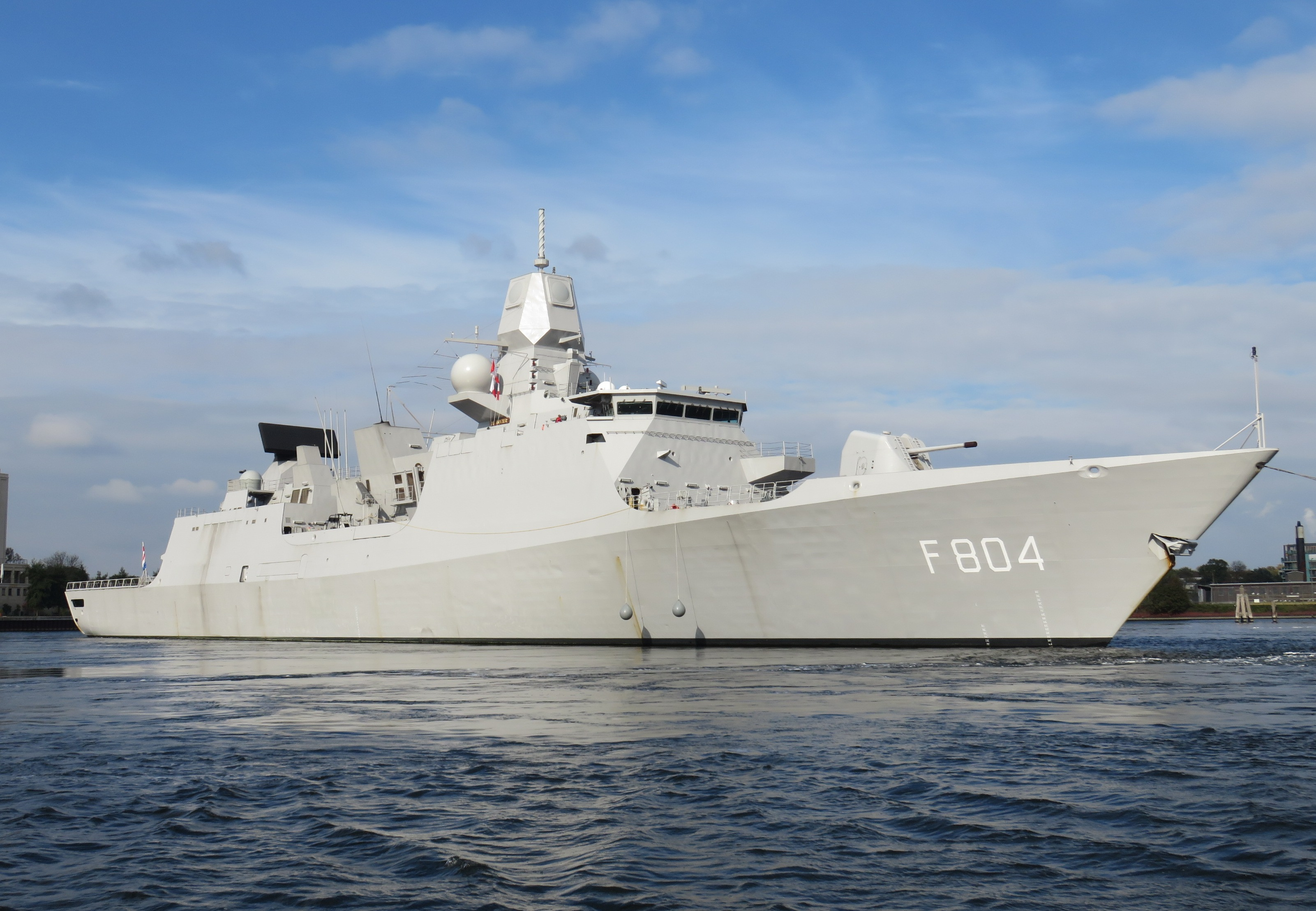
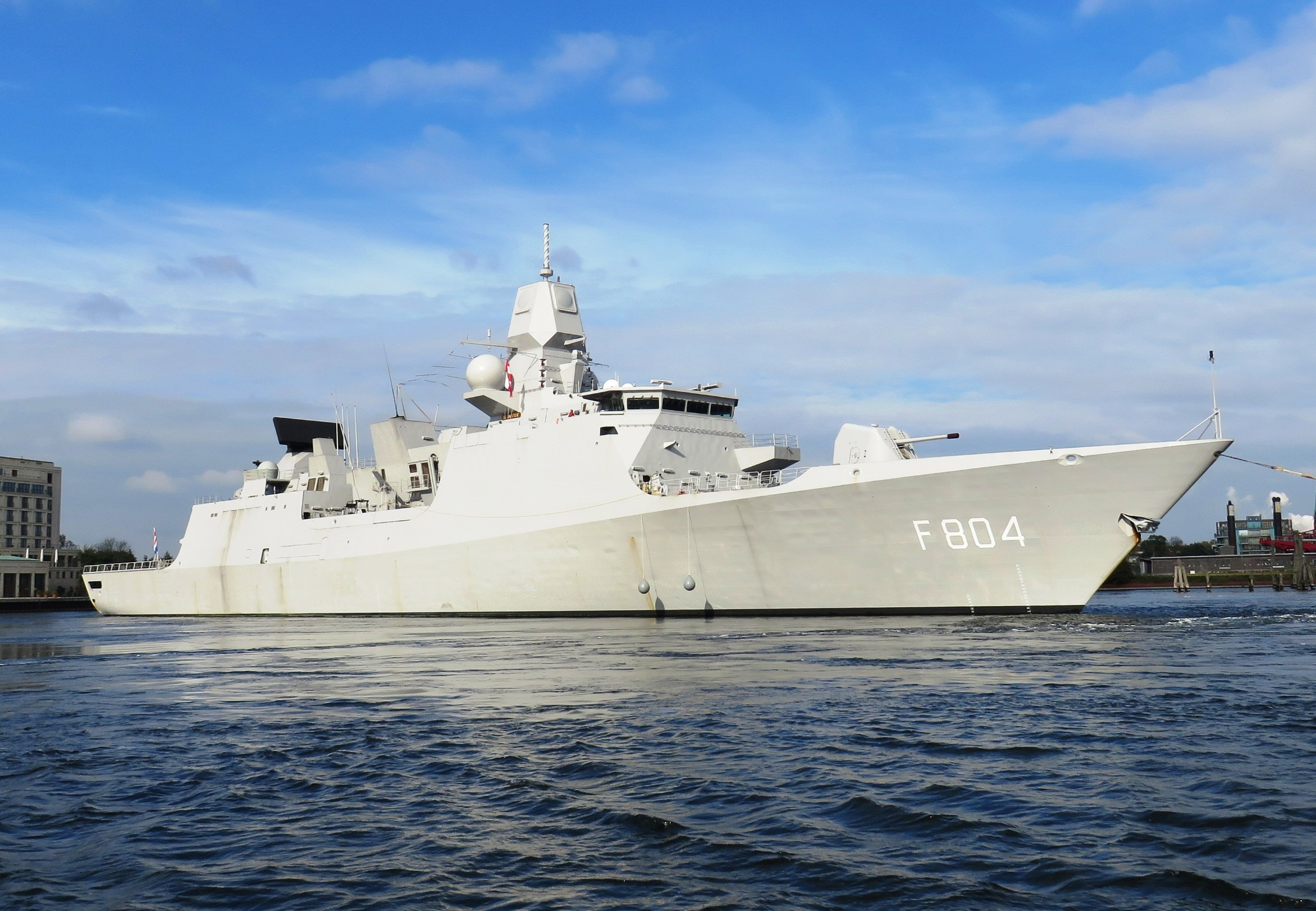
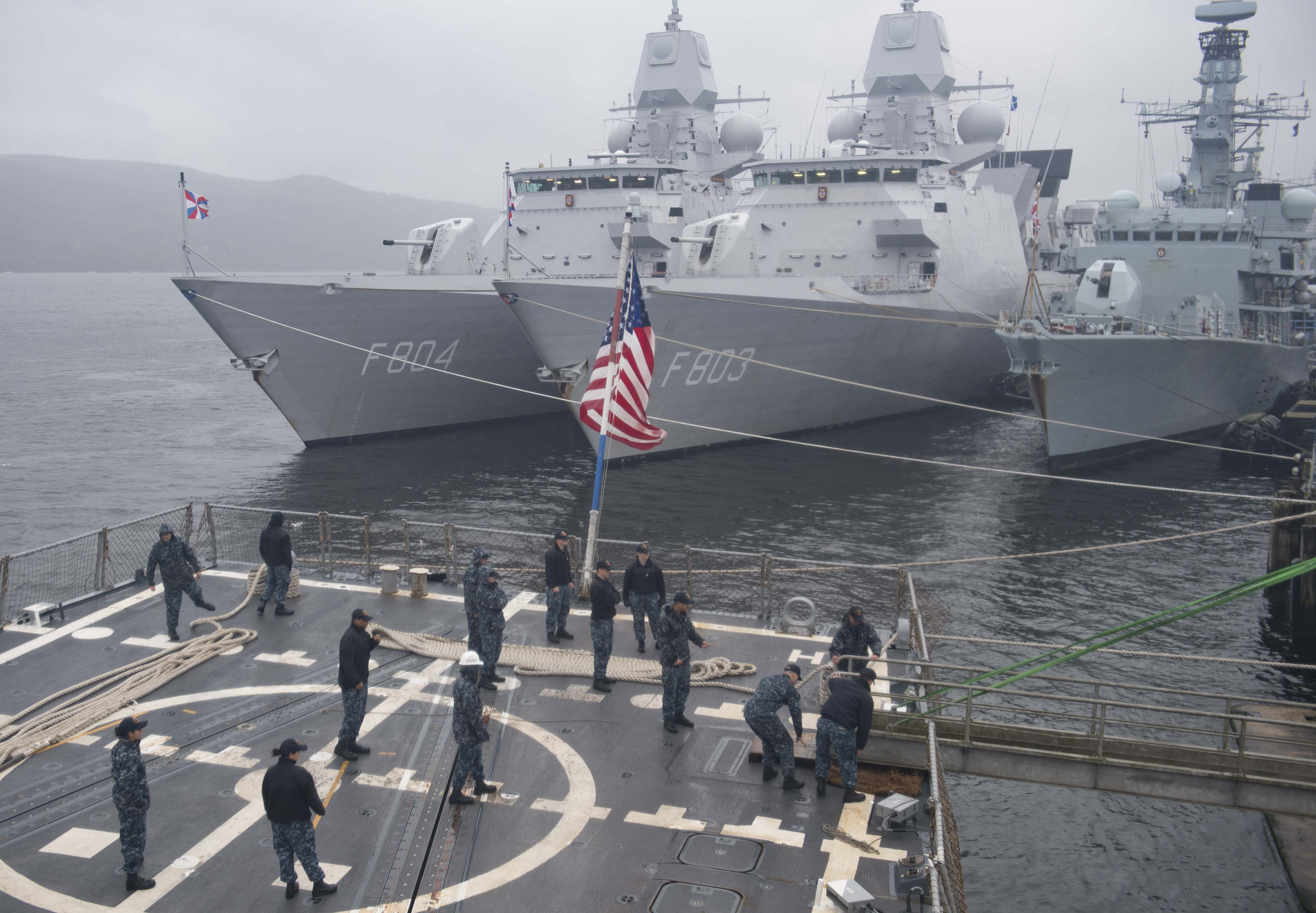
與皇家海軍HMS Somerset（F-82，內檔）共同停泊
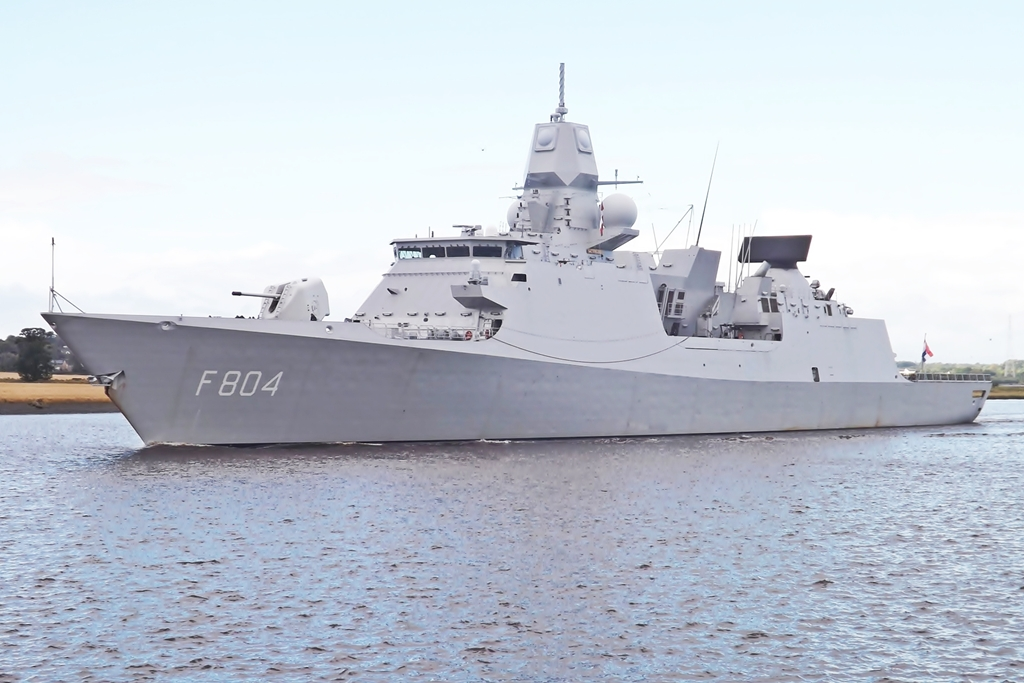
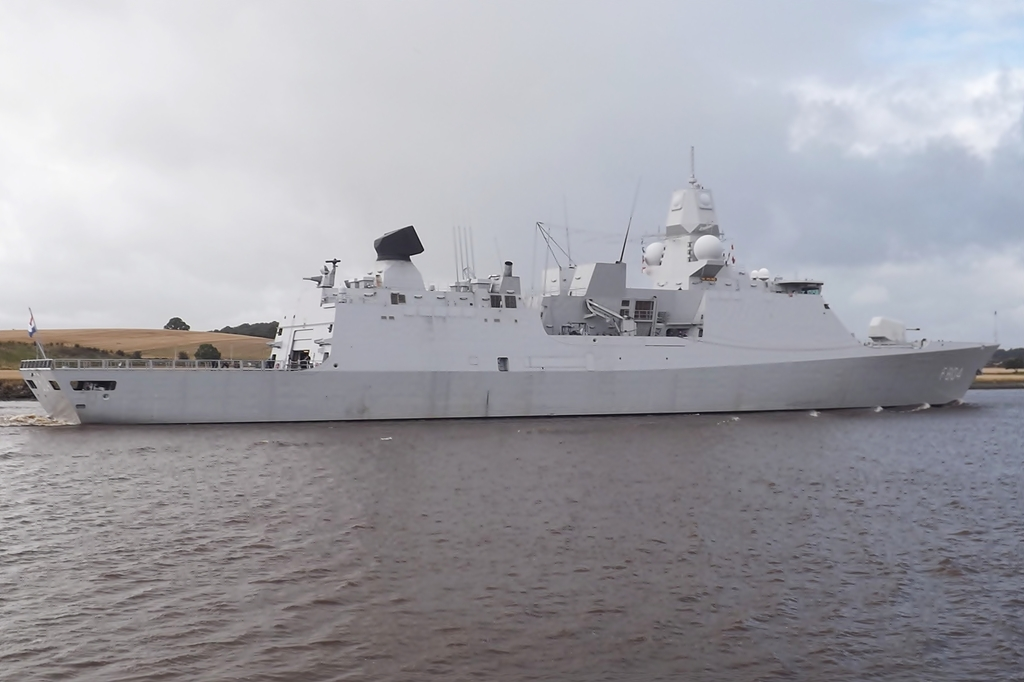
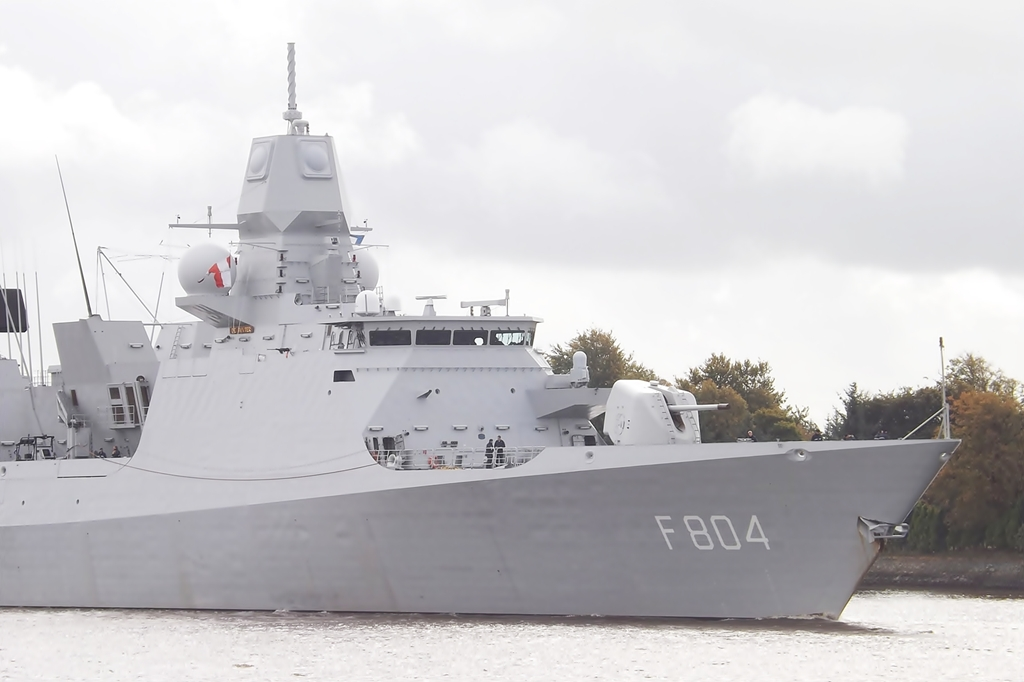
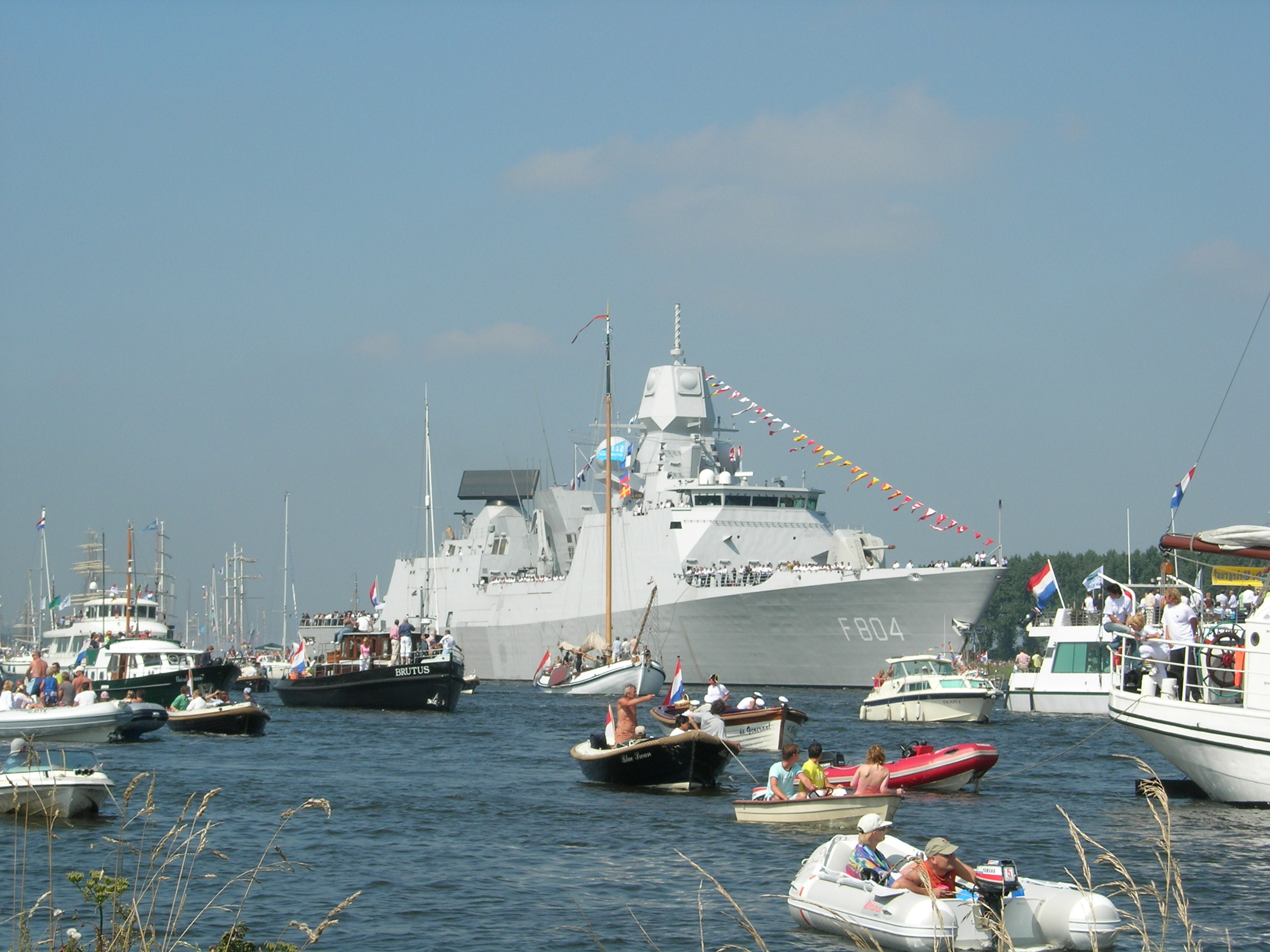
攝於2005年
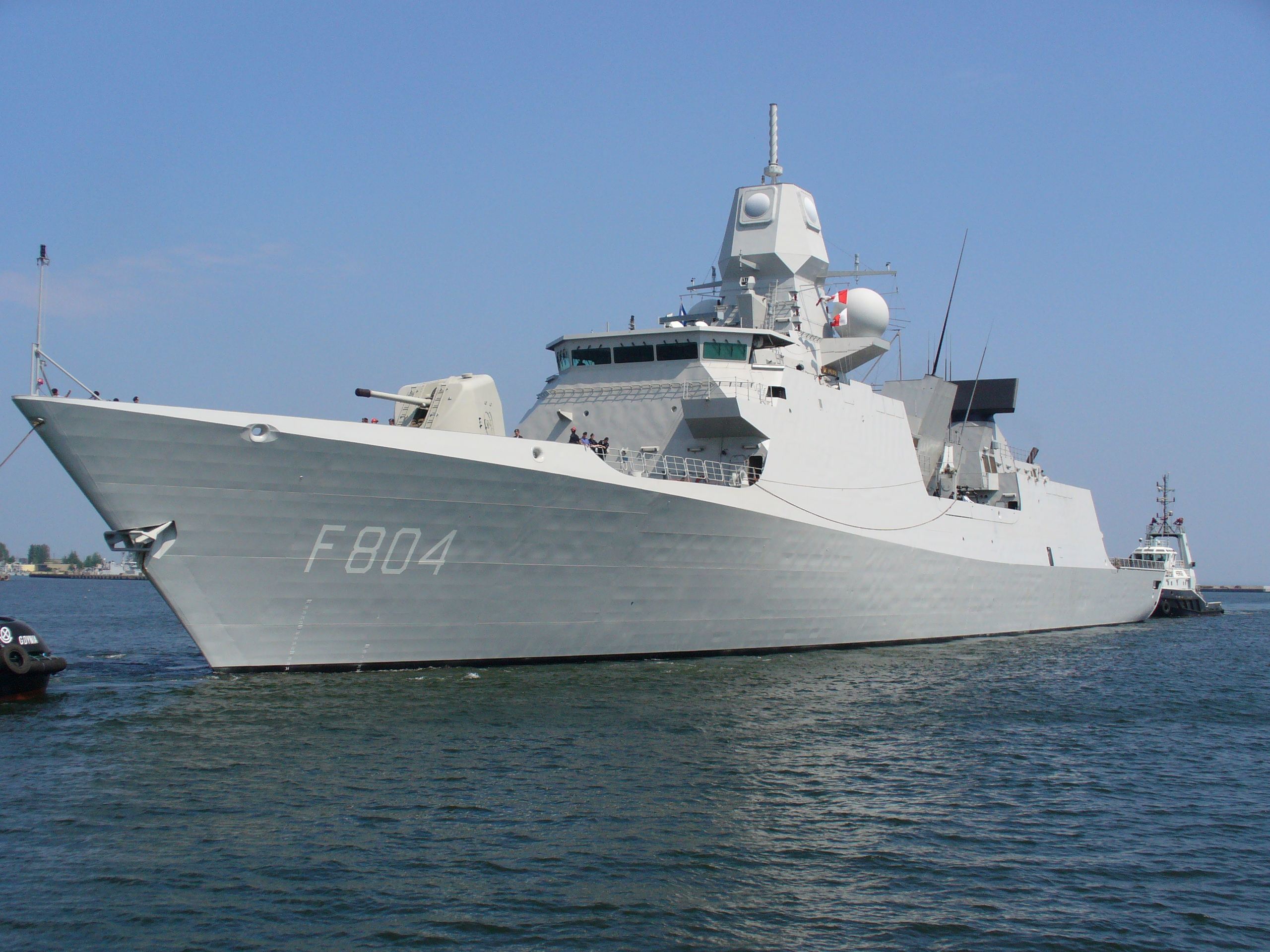
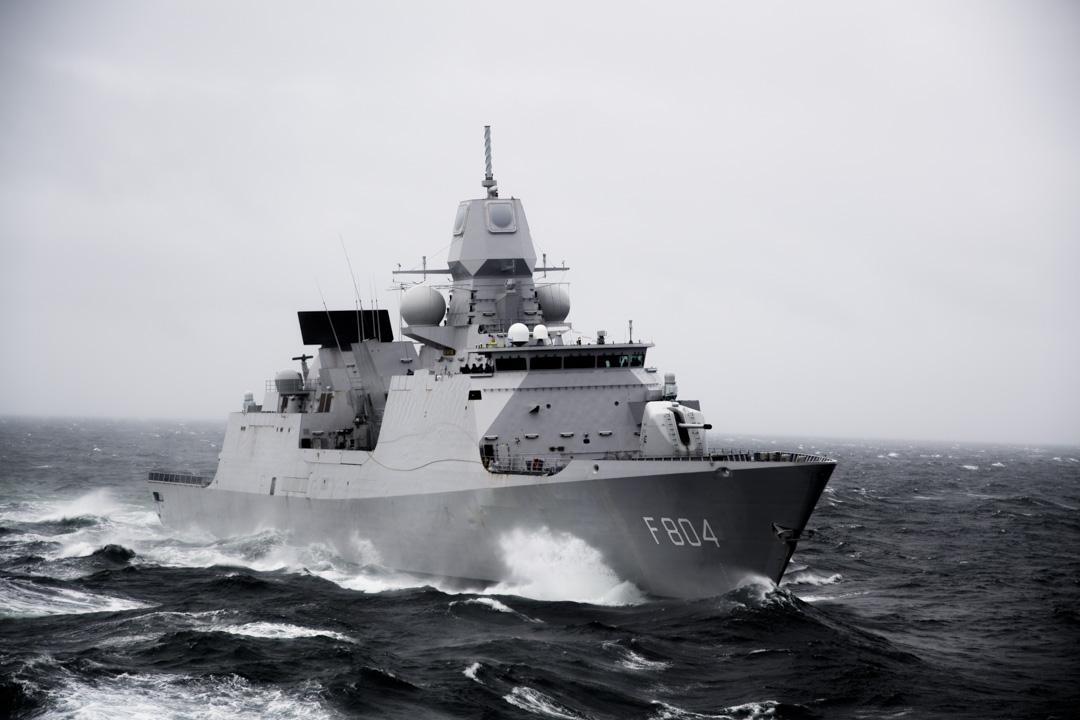

F 805

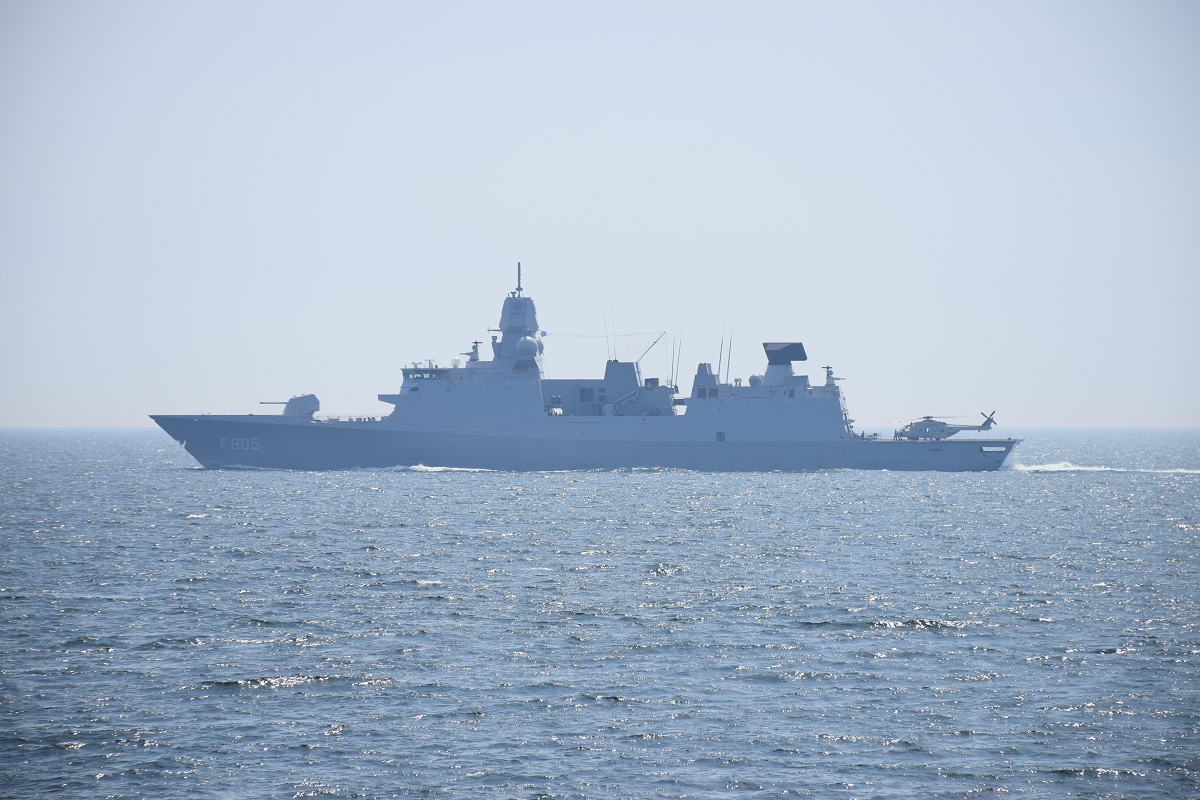
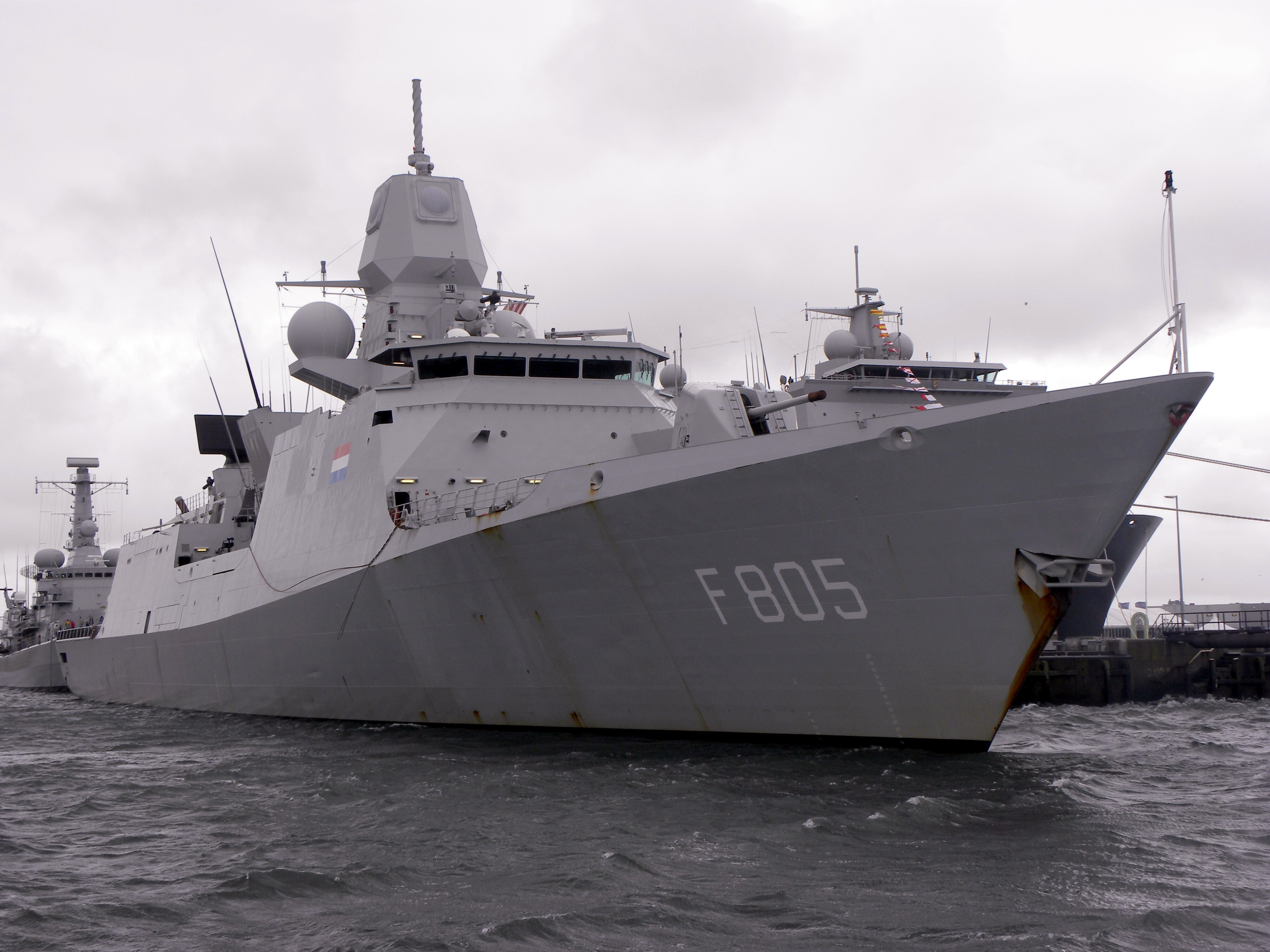
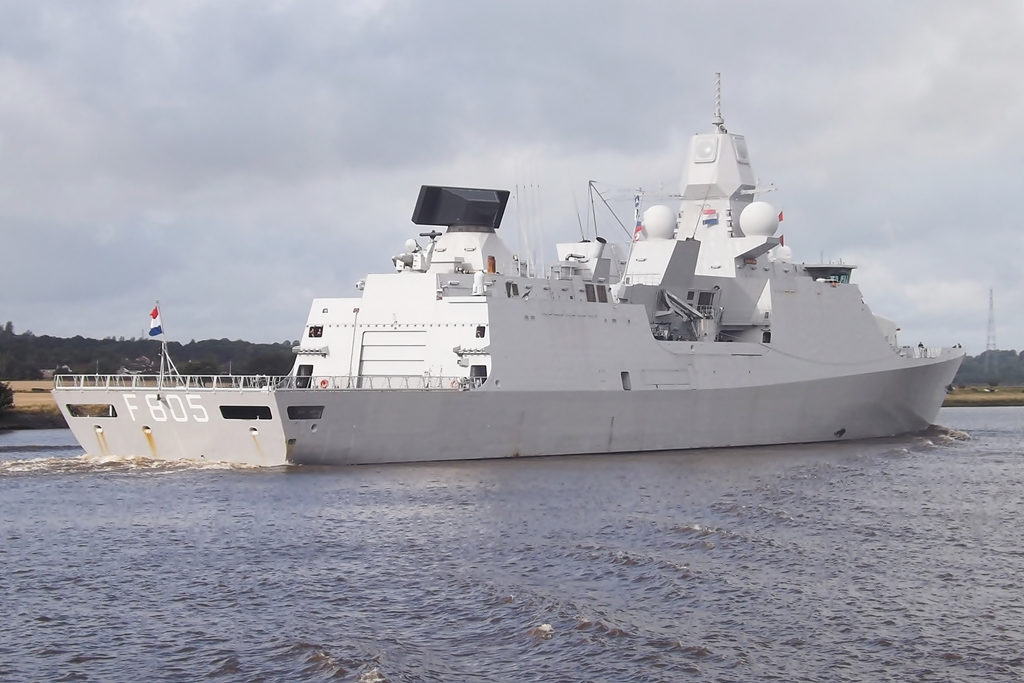
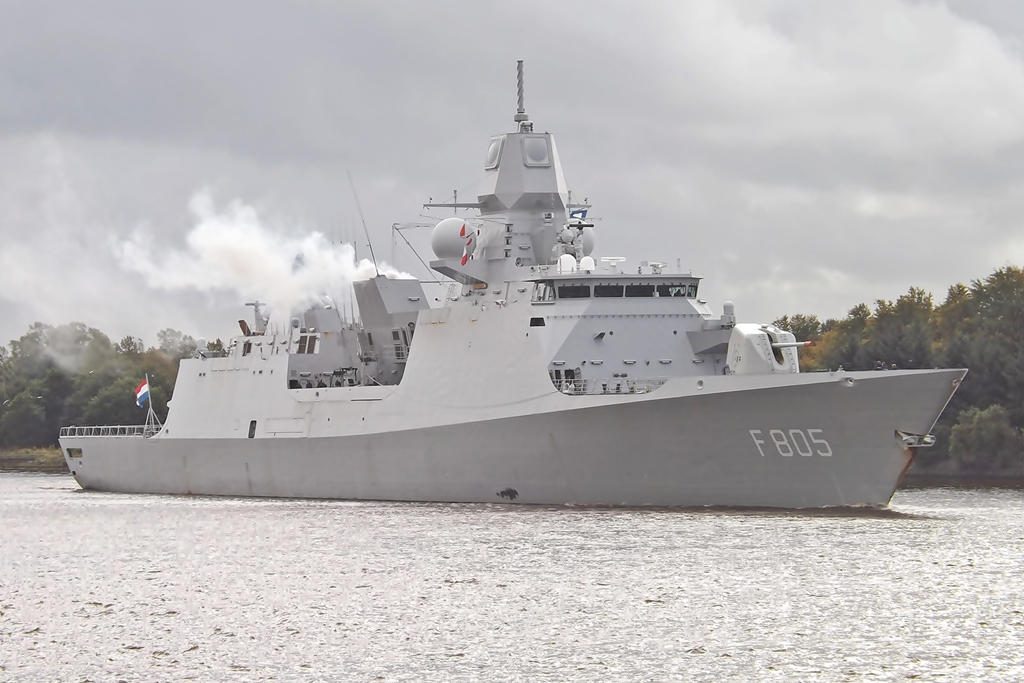
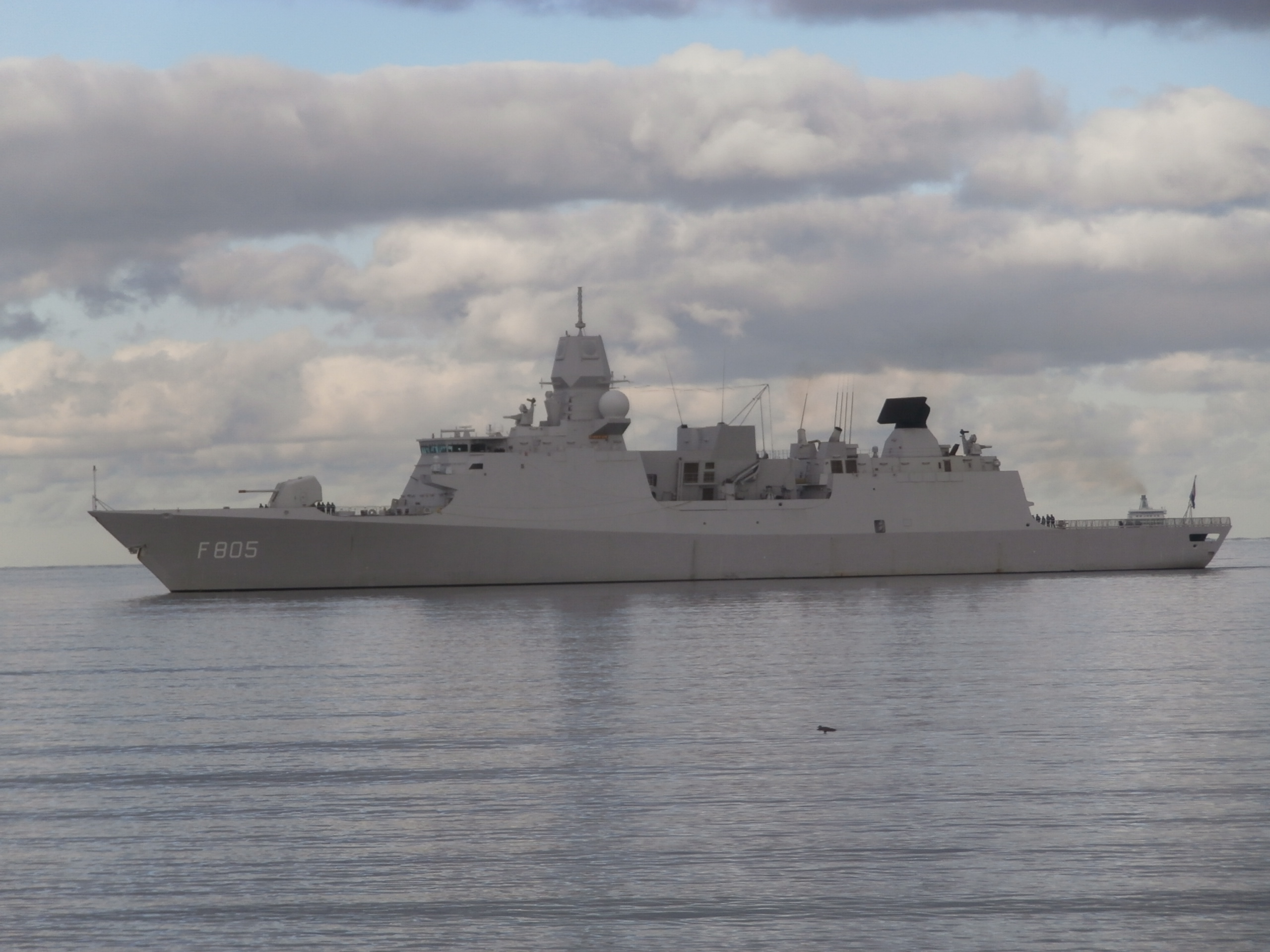
抵達Tallinn，攝於2014年10月17日
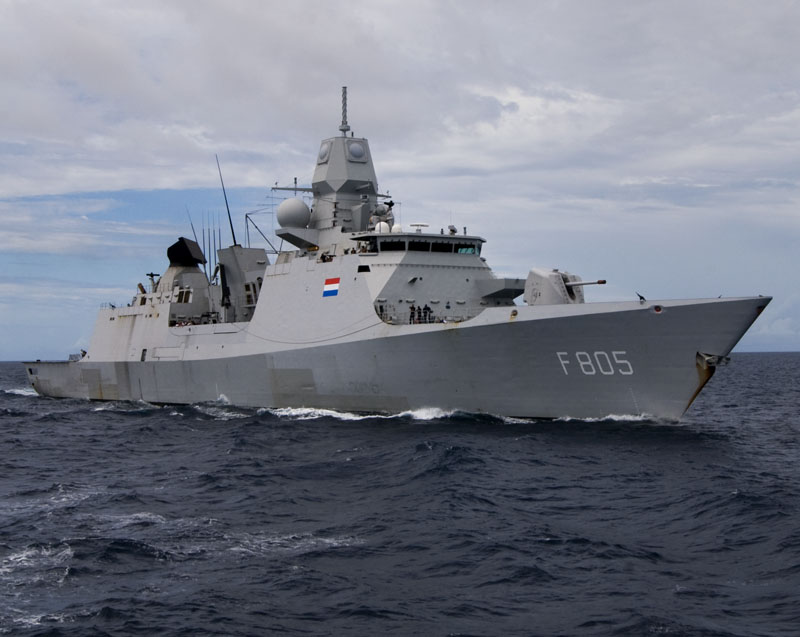
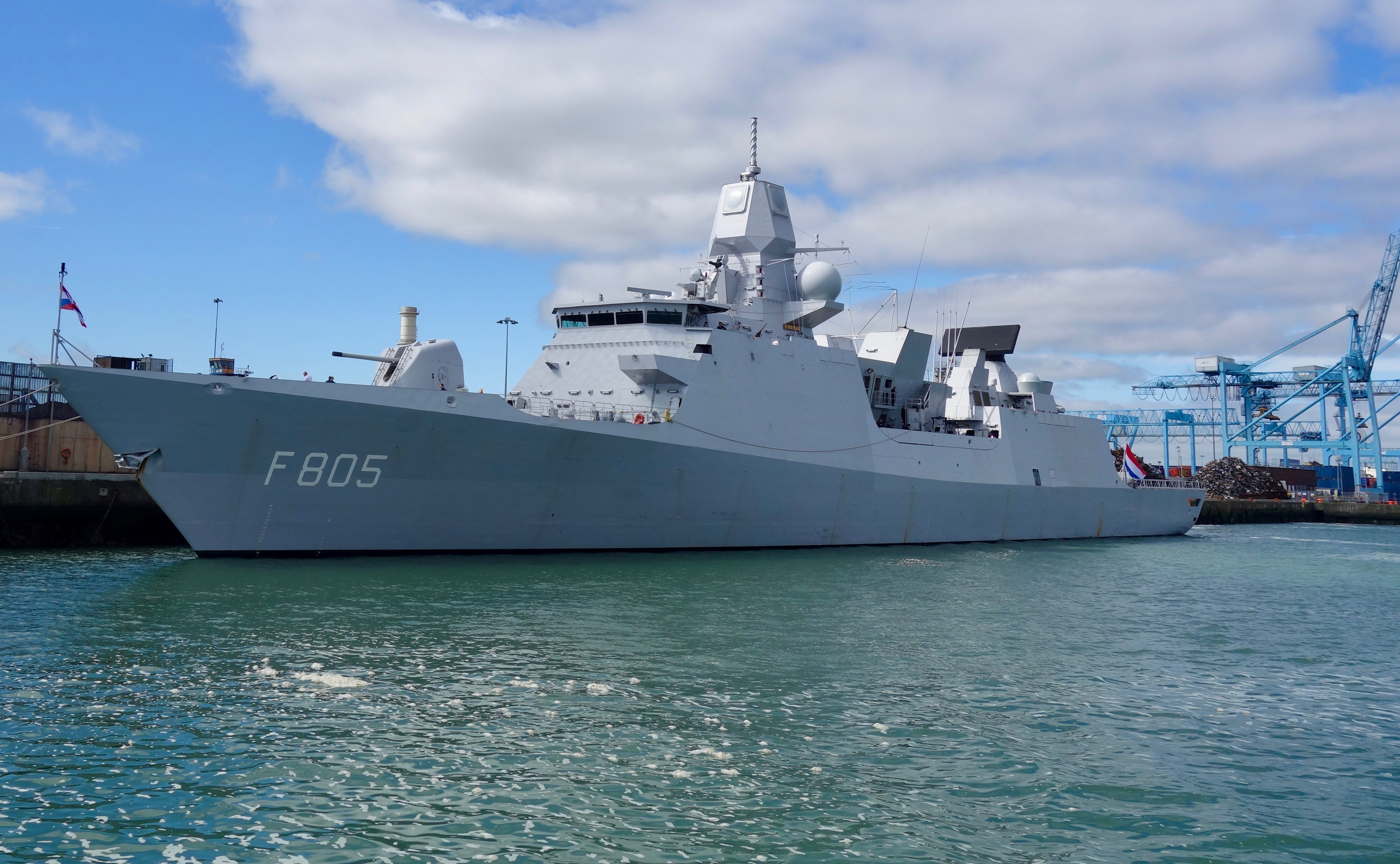

## 備註
1. ↑  計劃升級為SMART-L MM/N，最大偵測距離2000km，原稱為SMART-L-EWC，2018年開始配合中期升級翻修換裝；荷蘭國防部表示也會升級APAR，升級後的七省級將能與擁有反彈道飛彈（BMD）的美國海軍的伯克級驅逐艦等艦艇進行協同偵測作業與資料交換

### 相關
- 荷蘭軍事
- 德國聯邦國防軍海軍
- 薩克森級巡防艦 德国（共同研發）
- 阿爾瓦羅·巴贊級巡防艦 西班牙（中途退出研發）

### 歐洲的類似巡防艦
- 伊萬·休特菲爾德級巡防艦 丹麦
- 薩克森級巡防艦 德国
- 阿爾瓦羅·巴贊級巡防艦 西班牙
- 波尼法斯級巡防艦 西班牙
- 歐洲多用途巡防艦 法國/ 義大利
- 戈爾什科夫海軍元帥級巡防艦 俄羅斯

## 資料來源
1. ↑  .   [2016-01-21]. （原始内容存档于2016-01-27）.
2. ↑  TFC三國飛彈巡防艦計畫 （页面存档备份，存于）mdc
3. ↑  .   [2019-12-22]. （原始内容存档于2019-07-16）.
4. ↑  Wertheim, Eric. . Proceedings. 2012年: 90  [2012-01-13]. ISSN 0041-798X. （原始内容存档于2019-01-02）.
5. ↑  Jane's International Defence Review, September 2010, "Fighting the hydra: multinational piracy operations move inshore"
6. ↑  編譯崔敬熙. . 青年日報. 2017-10-18  [2019-04-08]. （原始内容存档于2019-04-08） （中文）.
7. 1 2  . The Hague: Dutch Ministry of Defence. 3 May 2018  [7 June 2018]. （原始内容存档于2020-05-13）.
8. ↑  羅芊. . 青年日報. 2009-03-09  [2019-04-12]. （原始内容存档于2019-04-12） （中文）.
9. ↑  LCF 七省級飛彈巡防艦 （页面存档备份，存于）mdc
10. ↑  .   [2016-01-18]. （原始内容存档于2016-03-07）.
11. ↑  , Navy Recognition, 2017-12-08  [2017-12-15], （原始内容存档于2017-12-16）
12. ↑  加拿大水面作戰艦（CSC） （页面存档备份，存于）mdc
13. ↑  .   [2016-02-19]. （原始内容存档于2016-03-29）.
14. ↑  .   [2016-02-19]. （原始内容存档于2016-03-29）.

## 外部連結
- De Zeven Provinciën-class Air-defence and Command Frigate (LCF) - Royal Netherlands Navy website of the Netherlands Ministry of Defence
- De Zeven Provincien Class Air Defence and Command Frigate（页面存档备份，存于） @ naval-technology.com
- Netherlands - De Zeven Provincien Class Destroyer @ AMI International
- De Zeven Provinciën class (Private page)